# Woodrow Wilson
Thomas Woodrow Wilson (Staunton, 28 de dezembro de 1856 – Washington, D.C., 3 de fevereiro de 1924) foi um político e acadêmico americano, que serviu como 28º Presidente dos Estados Unidos de 1913 a 1921. Ele foi o único democrata a servir como presidente durante a Era Progressiva, quando os republicanos dominavam a presidência e os poderes legislativos. Como presidente, Wilson mudou as políticas econômicas da nação e liderou os Estados Unidos na Primeira Guerra Mundial. Ele foi o principal arquiteto da Liga das Nações, e sua posição sobre política externa veio a ser conhecida como Wilsonianismo.
Nascido em Staunton, Virgínia, Wilson cresceu no sul dos Estados Unidos durante a Guerra Civil Americana e a era da Reconstrução. Depois de obter um Ph.D. em história e ciência política pela Universidade Johns Hopkins, Wilson lecionou em várias faculdades antes de ser nomeado presidente da Universidade de Princeton, onde emergiu como um importante porta-voz do progressismo no ensino superior. Wilson foi governador de Nova Jersey de 1911 a 1913, período em que rompeu com os chefes do partido e conseguiu a aprovação de diversas reformas progressistas.
Na eleição de 1912, Wilson derrotou o republicano William Howard Taft e o candidato de um terceiro partido, Theodore Roosevelt, tornando-se o primeiro sulista a vencer a presidência desde a eleição de 1848. Durante seu primeiro ano como presidente, Wilson autorizou a imposição generalizada de segregação dentro da burocracia federal e sua oposição ao sufrágio feminino gerou protestos. Seu primeiro mandato foi amplamente dedicado à aprovação de sua agenda nacional progressista, a Nova Liberdade. Sua primeira grande prioridade foi a Lei da Receita de 1913, que deu início ao imposto de renda americano moderno, e a Lei da Reserva Federal, que criou o Sistema da Reserva Federal. Com a eclosão da Primeira Guerra Mundial, em 1914, os EUA declararam neutralidade enquanto Wilson tentava negociar a paz entre os Aliados e as Potências Centrais.
Wilson foi reeleito por uma pequena margem na eleição de 1916, derrotando o candidato republicano Charles Evans Hughes. Em abril de 1917, Wilson pediu ao Congresso uma declaração de guerra contra a Alemanha em resposta à sua política de guerra submarina irrestrita que afundou navios mercantes americanos. Wilson se concentrou na diplomacia, emitindo os Catorze Pontos que os Aliados e a Alemanha aceitaram como base para a paz no pós-guerra. Ele queria que as eleições de 1918 fossem um referendo endossando suas políticas, mas, em vez disso, os republicanos assumiram o controle do Congresso. Após a vitória dos Aliados em novembro de 1918, Wilson participou da Conferência de Paz de Paris. Wilson defendeu com sucesso o estabelecimento de uma organização multinacional, a Liga das Nações, que foi incorporada ao Tratado de Versalhes que ele assinou; em casa, ele rejeitou um compromisso republicano que permitiria ao Senado ratificar o Tratado de Versalhes e se juntar à Liga.
Wilson pretendia concorrer a um terceiro mandato, mas sofreu um derrame em outubro de 1919 que o deixou incapacitado. Sua esposa e seu médico controlaram Wilson, e nenhuma decisão significativa foi tomada. Enquanto isso, suas políticas alienaram os democratas germano-americanos e irlandeses-americanos, e os republicanos venceram com grande vantagem as eleições de 1920. Em fevereiro de 1924, ele morreu aos 67 anos. No século XXI, historiadores criticaram Wilson por apoiar a segregação racial, embora continuem a classificá-lo como um presidente acima da média por suas realizações no cargo. Os conservadores, em particular, o criticaram por expandir o governo federal, enquanto outros elogiaram seu enfraquecimento do poder das grandes corporações e lhe deram crédito por estabelecer o liberalismo moderno.

## Biografia
Thomas Woodrow Wilson nasceu em uma família de ascendência escocesa-irlandesa e escocesa em Staunton, Virgínia.  Ele foi o terceiro de quatro filhos e o primeiro filho de Joseph Ruggles Wilson e Jessie Janet Woodrow. Os avós paternos de Wilson imigraram para os Estados Unidos de Strabane, Condado de Tyrone, Irlanda, em 1807, e se estabeleceram em Steubenville, Ohio. O avô paterno de Wilson, James Wilson, publicou um jornal pró-tarifário e antiescravagista, The Western Herald and Gazette.  O avô materno de Wilson, o reverendo Thomas Woodrow, mudou-se de Paisley, Renfrewshire, Escócia, para Carlisle, Cumbria, Inglaterra, antes de migrar para Chillicothe, Ohio, no final da década de 1830.  Joseph conheceu Jessie quando ela frequentava uma academia para meninas em Steubenville, e os dois se casaram em 7 de junho de 1849. Logo após o casamento, Joseph foi ordenado pastor presbiteriano e designado para servir em Staunton.  Seu filho Woodrow nasceu em Manse, uma casa na Primeira Igreja Presbiteriana de Staunton, onde Joseph serviu. Antes de completar dois anos, a família mudou-se para Augusta, Geórgia. 

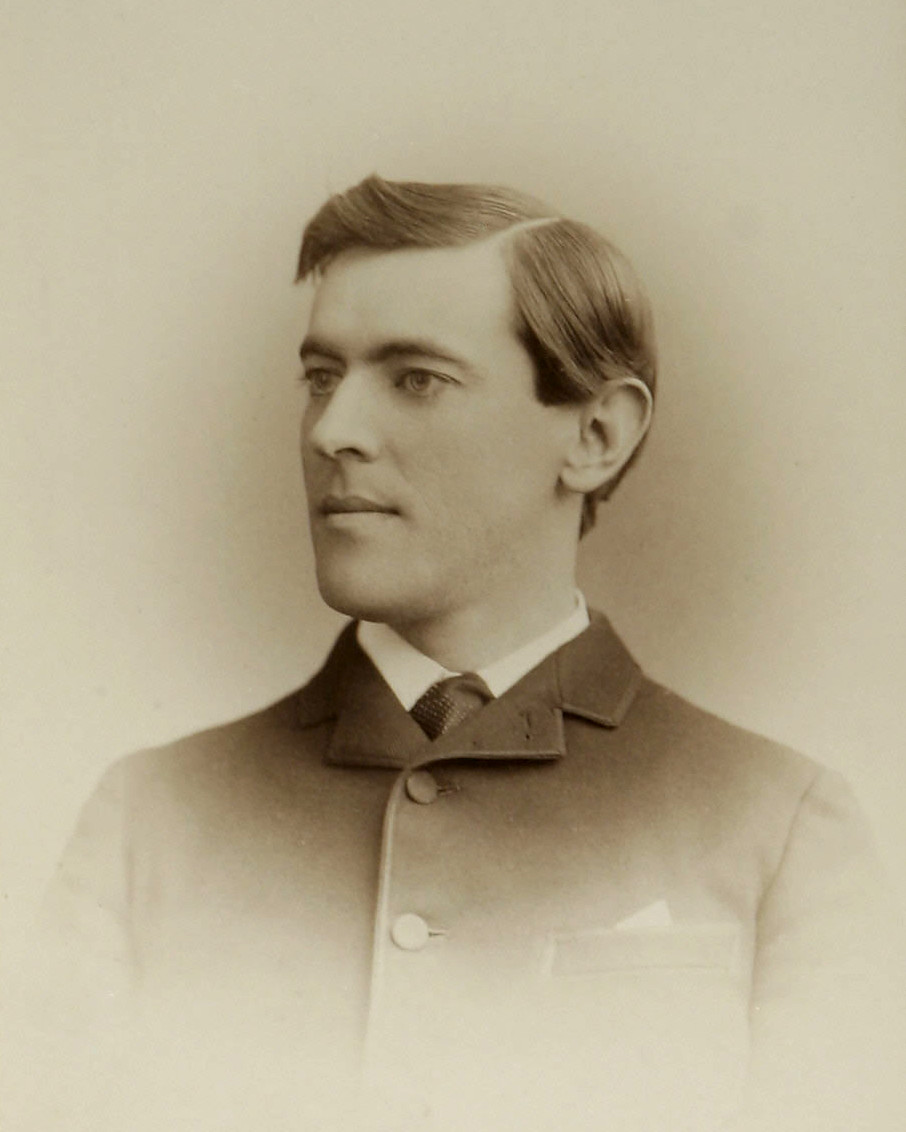
Wilson, c. 1875

A primeira lembrança de Wilson de sua juventude foi de brincar em seu quintal e ficar perto do portão da frente da casa paroquial de Augusta aos três anos de idade, quando ouviu um transeunte anunciar com desgosto que Abraham Lincoln havia sido eleito e que uma guerra estava chegando.   Wilson foi um dos dois únicos presidentes dos EUA a ser cidadão dos Estados Confederados da América; o outro foi John Tyler, que serviu como o décimo presidente do país de 1841 a 1845. O pai de Wilson se identificou com o sul dos Estados Unidos e foi um firme defensor da Confederação durante a Guerra Civil Americana. 
O pai de Wilson foi um dos fundadores da Igreja Presbiteriana do Sul nos Estados Unidos (PCUS), após sua separação dos Presbiterianos do Norte em 1861. Ele se tornou ministro da Primeira Igreja Presbiteriana em Augusta, e a família viveu lá até 1870.  De 1870 a 1874, Wilson viveu em Columbia, Carolina do Sul, onde seu pai era professor de teologia no Seminário Teológico de Columbia.  Em 1873, Wilson tornou-se membro comungante da Primeira Igreja Presbiteriana de Columbia; ele permaneceu membro durante toda a sua vida. 
Wilson frequentou o Davidson College em Davidson, Carolina do Norte, no ano letivo de 1873-74, mas foi transferido como calouro para o College of New Jersey, que agora é a Universidade de Princeton,  onde estudou filosofia política e história, juntou-se à fraternidade Phi Kappa Psi e foi ativo na sociedade literária e de debates Whig.  Ele também foi eleito secretário da associação de futebol americano da escola, presidente da associação de beisebol da escola e editor-chefe do jornal estudantil.  Na eleição presidencial de 1876, Wilson apoiou o Partido Democrata e seu candidato, Samuel J. Tilden. 
Após se formar em Princeton em 1879,  Wilson frequentou a Faculdade de Direito da Universidade da Virgínia em Charlottesville, Virgínia, onde se envolveu no Virginia Glee Club e atuou como presidente da Jefferson Literary and Debating Society.  A saúde precária forçou Wilson a abandonar a faculdade de direito, mas ele continuou a estudar direito por conta própria enquanto morava com seus pais em Wilmington, Carolina do Norte.  Wilson foi admitido na Ordem dos Advogados da Geórgia e fez uma breve tentativa de estabelecer um escritório de advocacia em Atlanta em 1882.  Embora achasse a história jurídica e a jurisprudência substantiva interessantes, ele detestava os aspectos processuais cotidianos da prática do direito. Depois de menos de um ano, Wilson abandonou a prática jurídica para se dedicar ao estudo da ciência política e da história. 
No final de 1883, Wilson matriculou-se na recém-criada Universidade Johns Hopkins em Baltimore para estudos de doutorado em história, ciência política, alemão e outras áreas.   Wilson esperava tornar-se professor, escrevendo que "uma cátedra era o único lugar viável para mim, o único lugar que me proporcionaria lazer para leitura e trabalho original, o único lugar estritamente literário com uma renda anexada". 
Wilson passou grande parte do seu tempo na Universidade Johns Hopkins a escrever Congressional Government: A Study in American Politics, que surgiu de uma série de ensaios nos quais examinou o funcionamento do governo federal.  Em 1886, Wilson recebeu um Ph.D. em história e governo pela Universidade Johns Hopkins,  tornando-se o único presidente dos EUA na história do país a possuir um Ph.D.  No início de 1885, Houghton Mifflin publicou o Congressional Government de Wilson, que foi bem recebido, com um crítico chamando-o de "o melhor escrito crítico sobre a constituição americana que apareceu desde os artigos 'federalistas'." 

## Casamento e família

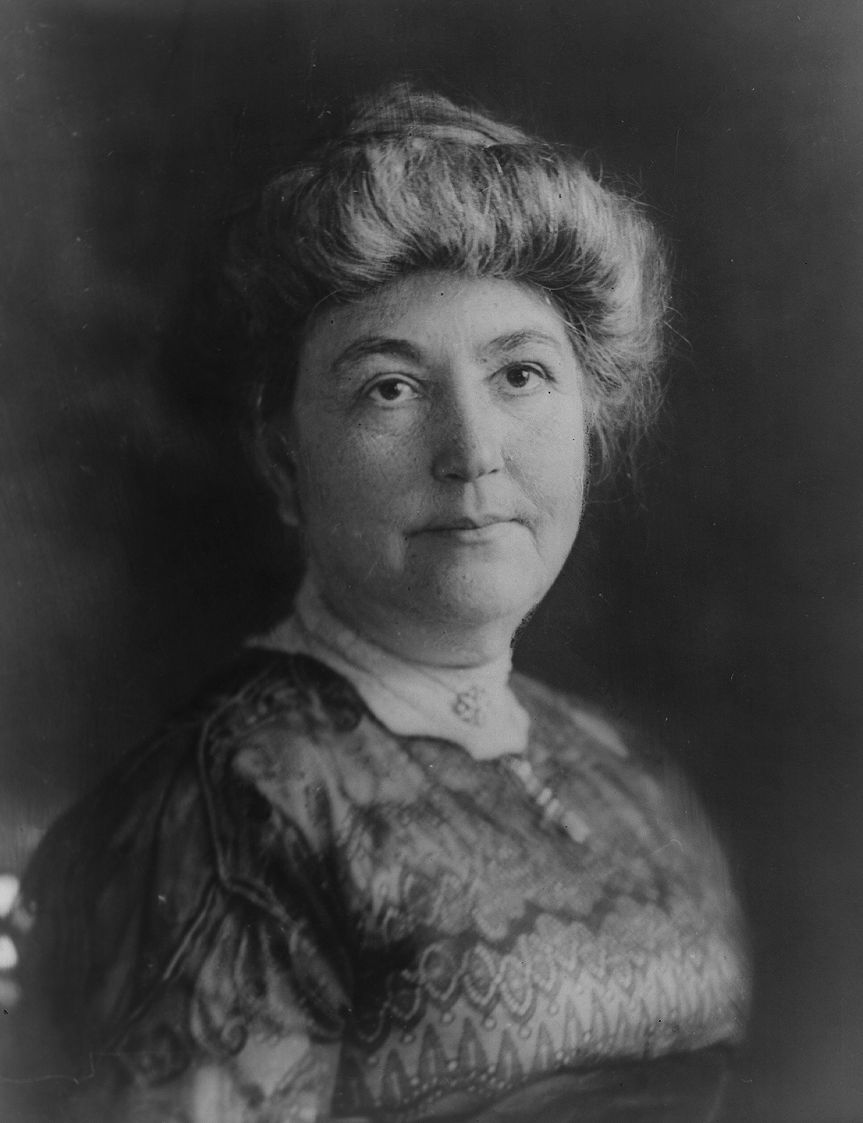
Em setembro de 1883, Wilson propôs casamento à sua futura esposa, Ellen Axson Wilson, filha de um ministro presbiteriano em Savannah, Geórgia.

Em 1883, Wilson conheceu e se apaixonou por Ellen Louise Axson.  Ele propôs casamento em setembro de 1883; ela aceitou, mas eles concordaram em adiar o casamento enquanto Wilson frequentava a pós-graduação.  Axson se formou na Art Students League de Nova York, trabalhou com retratos e recebeu uma medalha por uma de suas obras na Exposição Universal (1878) em Paris.  Ela concordou em sacrificar outras atividades artísticas independentes para se casar com Wilson em 1885.  Ellen aprendeu alemão para poder ajudar a traduzir publicações de ciência política em língua alemã relevantes para a pesquisa de Woodrow. 
Em abril de 1886, nasceu a primeira filha do casal, Margaret. Sua segunda filha, Jessie, nasceu em agosto de 1887.  Sua terceira e última filha, Eleanor, nasceu em outubro de 1889.  Em 1913, Jessie casou-se com Francis Bowes Sayre Sr., que mais tarde serviu como Alto Comissário nas Filipinas.  Em 1914, sua terceira filha, Eleanor, casou-se com William Gibbs McAdoo, secretário do Tesouro dos EUA sob Woodrow Wilson e mais tarde senador dos EUA pela Califórnia. 

## Carreira acadêmica

### Professor
De 1885 a 1888, Wilson lecionou no Bryn Mawr College, uma faculdade feminina recém-criada em Bryn Mawr, Pensilvânia, nos arredores da Filadélfia.  Wilson ensinou história grega e romana antiga, história americana, ciência política e outras disciplinas. Na época, havia apenas 42 alunas na faculdade, quase todas passivas demais para seu gosto. M. Carey Thomas, a reitora, era uma feminista convicta, e Wilson entrou em conflito com ela sobre seu contrato, resultando em uma disputa acirrada. Em 1888, Wilson deixou o Bryn Mawr College e não se despediu. 
Wilson aceitou uma posição na Wesleyan University, uma faculdade de elite para homens em Middletown, Connecticut. Ele lecionou cursos de pós-graduação em economia política e história ocidental, treinou o time de futebol da Wesleyan e fundou um time de debate.  
Em fevereiro de 1890, com a ajuda de amigos, Wilson foi nomeado presidente de Jurisprudência e Economia Política no College of New Jersey (o nome na época da Universidade de Princeton), com um salário anual de US$ 3.000 (equivalente a US$ 101.733 em 2023).  Wilson rapidamente ganhou reputação em Princeton como um orador convincente.  Em 1896, Francis Landey Patton anunciou que o College of New Jersey seria renomeado para Universidade de Princeton; um ambicioso programa de expansão para a universidade acompanhou a mudança de nome.  Na eleição presidencial de 1896, Wilson rejeitou o candidato democrata William Jennings Bryan por considerá-lo muito à esquerda e, em vez disso, apoiou o candidato conservador "democrata dourado", John M. Palmer.  A reputação acadêmica de Wilson continuou a crescer ao longo da década de 1890, e ele recusou vários cargos em outros lugares, incluindo na Universidade Johns Hopkins e na Universidade da Virgínia. 
Na Universidade de Princeton, Wilson publicou vários trabalhos de história e ciência política e foi um colaborador regular do Political Science Quarterly. O livro didático de Wilson, The State, foi amplamente utilizado em cursos universitários americanos até a década de 1920.  Em The State, Wilson escreveu que os governos poderiam legitimamente promover o bem-estar geral "proibindo o trabalho infantil, supervisionando as condições sanitárias das fábricas, limitando o emprego de mulheres em ocupações prejudiciais à sua saúde, instituindo testes oficiais de pureza ou qualidade dos produtos vendidos, limitando as horas de trabalho em certos negócios, [e] por cento e uma limitações do poder de homens inescrupulosos ou sem coração para superar os escrupulosos e misericordiosos no comércio ou na indústria."  Ele também escreveu que os esforços de caridade deveriam ser removidos do domínio privado e "tornados o dever legal imperativo de todos", uma posição que, de acordo com o historiador Robert M. Saunders, parecia indicar que Wilson "estava lançando as bases para o moderno estado de bem-estar social."  Seu terceiro livro, Division and Reunion (1893),  tornou-se um livro-texto universitário padrão para o ensino de história dos EUA em meados e no final do século XIX.  Wilson tinha uma reputação considerável como historiador e foi um dos primeiros membros da Academia Americana de Artes e Letras.  Ele também foi membro eleito da Sociedade Filosófica Americana em 1897. 

### Presidente da Universidade de Princeton

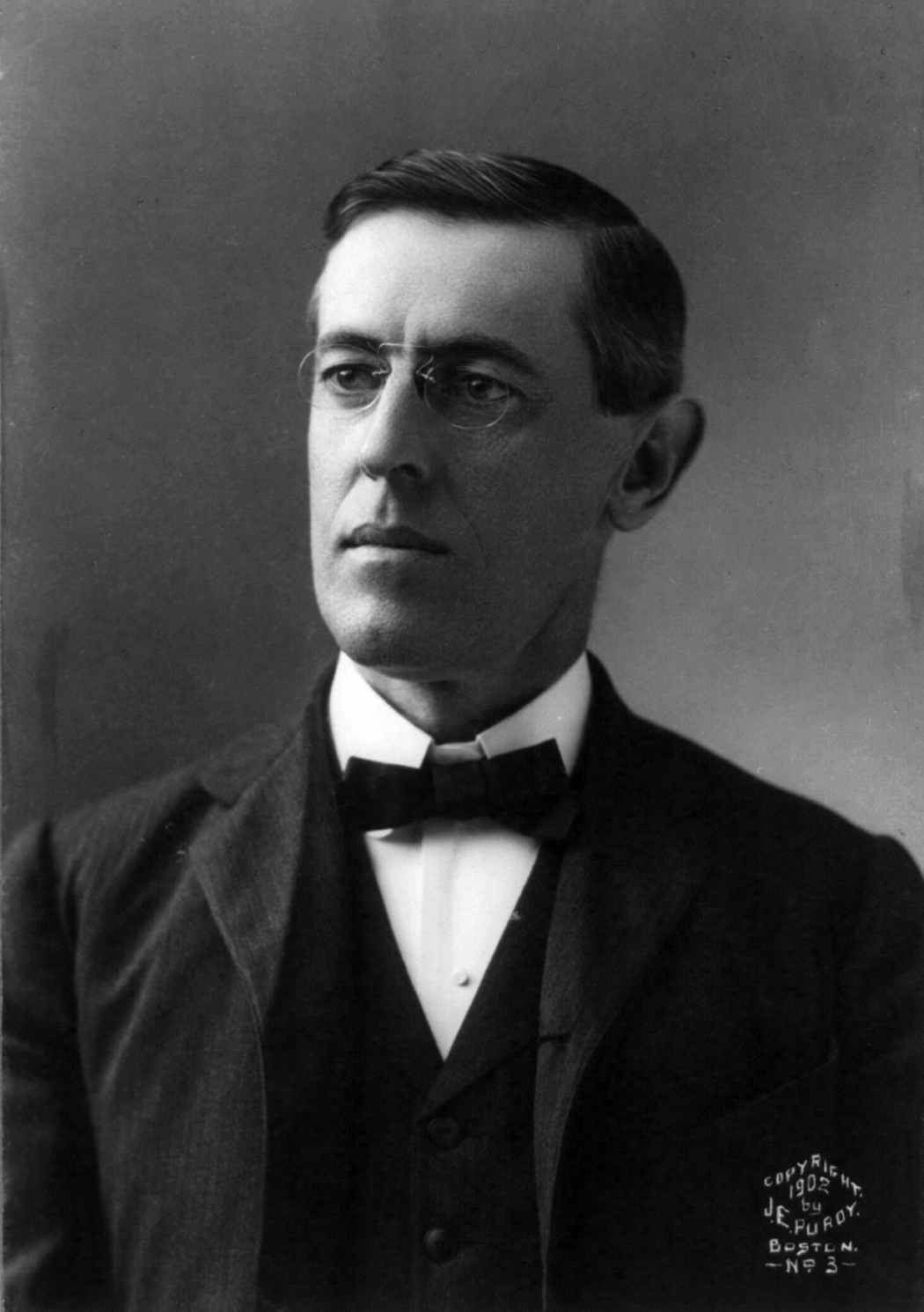
Wilson em 1902

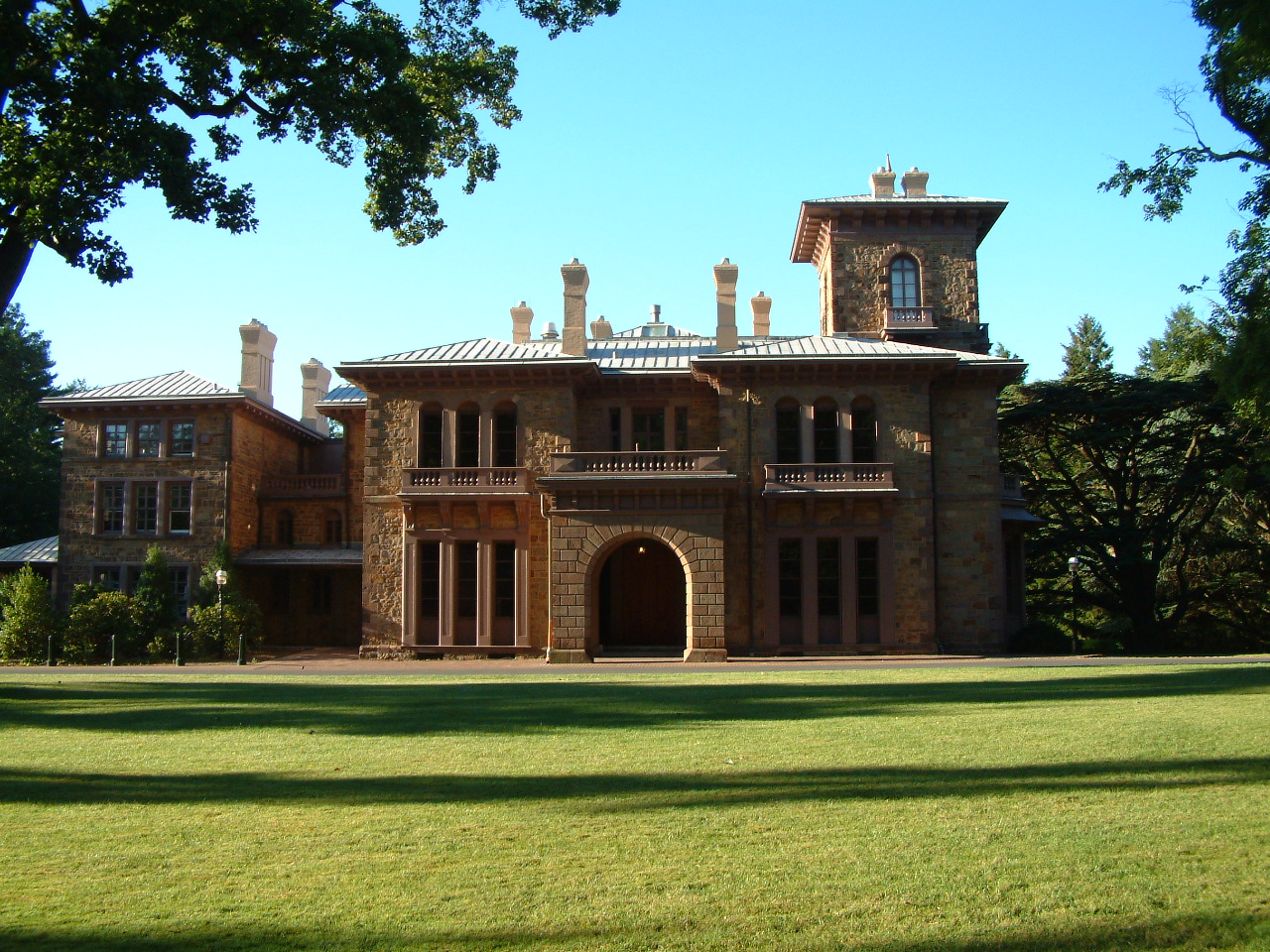
Como presidente da Universidade de Princeton, Wilson morava na Prospect House, no campus da universidade.

Em junho de 1902, os curadores de Princeton promoveram o Professor Wilson a presidente, substituindo Patton, que os curadores consideravam um administrador ineficiente.  Wilson aspirava, como ele disse aos ex-alunos, "transformar garotos irrefletidos que realizavam tarefas em homens pensantes". Ele tentou elevar os padrões de admissão e substituir o "C de cavalheiro" por estudo sério. Wilson instituiu departamentos acadêmicos e um sistema de requisitos essenciais para enfatizar o desenvolvimento de especialização. Os alunos deveriam reunir-se em grupos de seis, sob a orientação de assistentes de ensino conhecidos como preceptores.  Para financiar esses novos programas, Wilson empreendeu uma ambiciosa e bem-sucedida campanha de arrecadação de fundos, convencendo ex-alunos como Moses Taylor Pyne e filantropos como Andrew Carnegie a doar para a escola.  Wilson nomeou o primeiro judeu e o primeiro católico romano para o corpo docente e ajudou a libertar o conselho da dominação dos presbiterianos conservadores.  Ele também trabalhou para manter os afro-americanos fora da escola, mesmo quando outras escolas da Ivy League aceitavam um pequeno número de negros.  [a]
O professor de filosofia John Grier Hibben conhecia Wilson desde que eram estudantes universitários juntos. Eles se tornaram amigos íntimos. De fato, quando Wilson se tornou presidente de Princeton em 1902, Hibben era seu principal conselheiro. Em 1912, Hibben surpreendeu Wilson ao assumir a liderança contra o plano de reforma favorito de Wilson. Eles ficaram permanentemente afastados, e Wilson foi derrotado decisivamente. Em 1912, dois anos depois de Wilson deixar Princeton, Hibben tornou-se presidente de Princeton.  
Os esforços de Wilson para reformar Princeton renderam-lhe fama nacional, mas também prejudicaram sua saúde.  Em 1906, Wilson acordou cego do olho esquerdo, resultado de um coágulo sanguíneo e hipertensão. A opinião médica moderna supõe que Wilson sofreu um derrame; mais tarde, ele foi diagnosticado, assim como seu pai, com endurecimento das artérias. Ele começou a exibir os traços de impaciência e intolerância de seu pai, o que ocasionalmente o levaria a erros de julgamento. 
Em 1906, enquanto estava de férias nas Bermudas, Wilson conheceu Mary Hulbert Peck, uma socialite. De acordo com o biógrafo August Heckscher II, a amizade de Wilson com Peck se tornou o tópico de discussão franca entre Wilson e sua esposa, embora os historiadores de Wilson não tenham estabelecido conclusivamente que houve um caso.  Wilson também lhe enviou cartas muito pessoais,  que mais tarde foram usadas contra ele pelos seus adversários. 
Depois de reorganizar o currículo da Universidade de Princeton e estabelecer o sistema preceptor, Wilson tentou então restringir a influência das elites sociais em Princeton, abolindo os clubes de alimentação da classe alta.  Ele propôs transferir os alunos para faculdades, também conhecidas como quadrangulares, mas o plano de Wilson foi recebido com forte oposição dos ex-alunos de Princeton.  Em Outubro de 1907, devido à intensidade da oposição dos antigos alunos, o conselho de administração de Princeton instruiu Wilson a retirar o seu plano de realocação dos dormitórios estudantis.  No final de seu mandato, Wilson teve um confronto com Andrew Fleming West, reitor da escola de pós-graduação da Universidade de Princeton e seu aliado, o ex-presidente Grover Cleveland, que era um administrador de Princeton. Wilson queria integrar um prédio proposto para uma escola de pós-graduação ao núcleo do campus, mas West preferia um campus mais distante. Em 1909, o conselho de Princeton aceitou uma doação feita à campanha da escola de pós-graduação, desde que a escola de pós-graduação estivesse localizada fora do campus. 
Wilson ficou desencantado com seu trabalho como presidente da Universidade de Princeton devido à resistência às suas recomendações e começou a considerar concorrer a um cargo político. Antes da Convenção Nacional Democrata de 1908, Wilson deu dicas a alguns jogadores influentes do Partido Democrata sobre seu interesse na chapa. Embora não tivesse expectativas reais de ser nomeado, Wilson deixou instruções de que não lhe seria oferecida a indicação para vice-presidente. Os frequentadores do partido consideravam as suas ideias politicamente e geograficamente distantes e fantasiosas, mas as sementes do interesse tinham sido semeadas.  Em 1956, McGeorge Bundy descreveu a contribuição de Wilson para Princeton: "Wilson estava certo em sua convicção de que Princeton deveria ser mais do que um lar maravilhosamente agradável e decente para jovens simpáticos; tem sido mais do que isso desde sua época." 

## Governador de Nova Jersey (1911–1913)

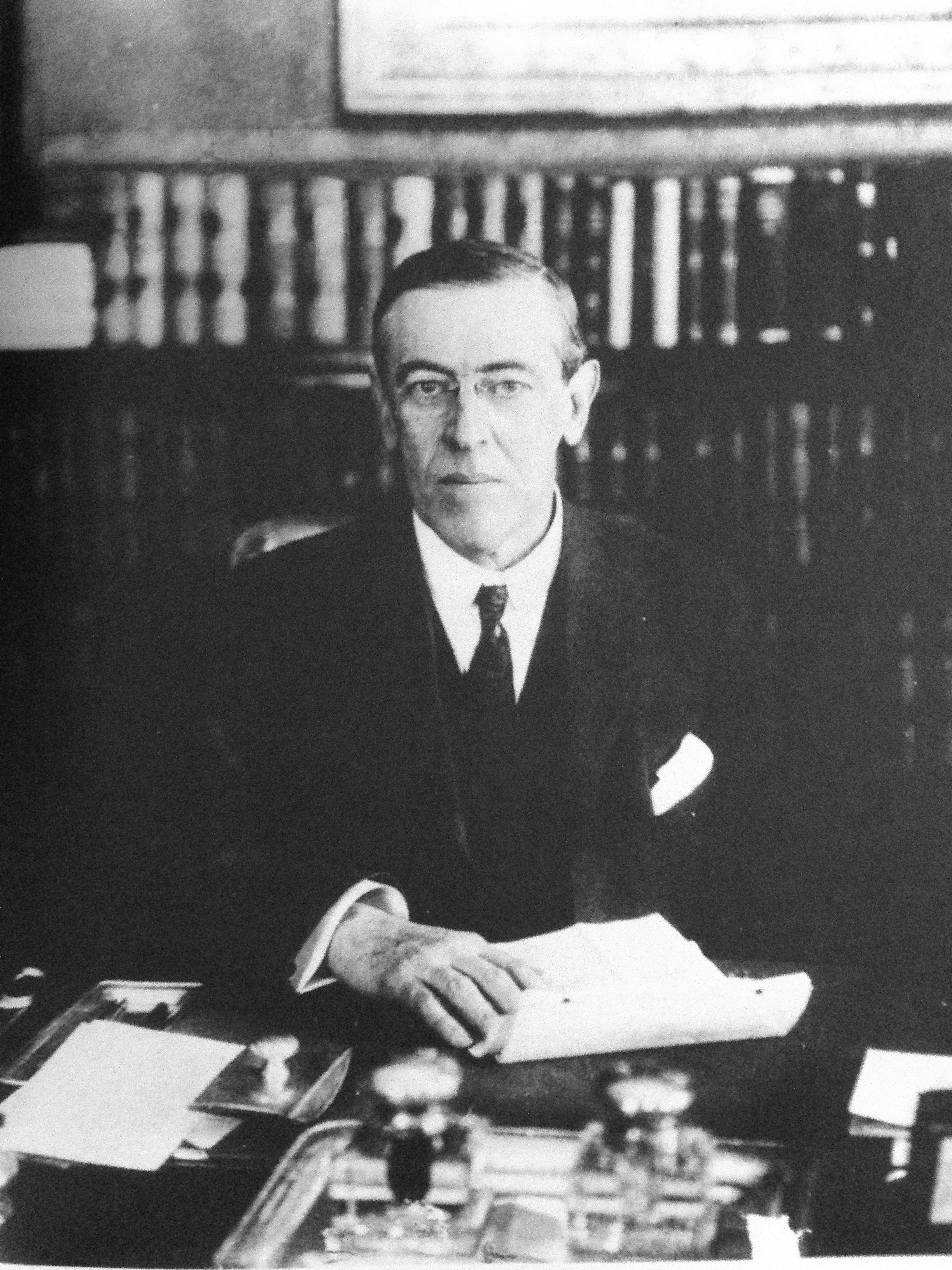
Wilson como governador de Nova Jersey em 1911

Em janeiro de 1910, Wilson atraiu a atenção de James Smith Jr. e George Brinton McClellan Harvey, dois líderes do Partido Democrata de Nova Jersey, como um candidato potencial na próxima eleição para governador.  Tendo perdido as últimas cinco eleições para governador, os líderes democratas de Nova Jersey decidiram dar apoio a Wilson, um candidato não testado e pouco convencional. Os líderes do partido acreditavam que a reputação académica de Wilson fazia dele o porta-voz ideal contra os trustes e a corrupção, mas também esperavam que a sua inexperiência em governar o tornasse fácil de influenciar.  Wilson concordou em aceitar a nomeação se "ela me chegasse sem ser solicitada, por unanimidade e sem promessas a ninguém sobre nada". 
Na convenção estadual do partido, os chefes reuniram suas forças e conquistaram a nomeação de Wilson. Em 20 de outubro, Wilson apresentou sua carta de demissão à Universidade de Princeton.  A campanha de Wilson se concentrou em sua promessa de ser independente dos chefes do partido. Ele rapidamente abandonou seu estilo professoral em favor de discursos mais ousados e se apresentou como um progressista de pleno direito.  Embora o republicano William Howard Taft tenha vencido Nova Jersey na eleição presidencial de 1908 por mais de 82.000 votos, Wilson derrotou com folga a candidata republicana ao governo Vivian M. Lewis por uma margem de mais de 65.000 votos.  Os democratas também assumiram o controle da assembleia geral nas eleições de 1910, embora o senado estadual permanecesse nas mãos dos republicanos.  Após vencer a eleição, Wilson nomeou Joseph Patrick Tumulty como seu secretário particular, cargo que ocupou durante toda a carreira política de Wilson. 
Wilson começou a formular sua agenda reformista, pretendendo ignorar as demandas da máquina de seu partido. Smith pediu a Wilson que apoiasse sua candidatura ao Senado dos EUA, mas Wilson recusou e, em vez disso, apoiou o oponente de Smith, James Edgar Martine, que havia vencido as primárias democratas. A vitória de Martine na eleição para o Senado ajudou Wilson a se posicionar como uma força independente no Partido Democrata de Nova Jersey.  Na época em que Wilson assumiu o cargo, Nova Jersey já tinha ganhado uma reputação de corrupção pública; o estado era conhecido como a "Mãe dos Trusts" porque permitia que empresas como a Standard Oil escapassem das leis antitruste de outros estados.  Wilson e seus aliados rapidamente conseguiram a aprovação do projeto de lei Geran, que minou o poder dos chefes políticos ao exigir primárias para todos os cargos eletivos e autoridades partidárias. Uma lei sobre práticas corruptas e um estatuto de compensação de trabalhadores apoiado por Wilson foram aprovados pouco tempo depois.  Pelo seu sucesso na aprovação destas leis durante os primeiros meses do seu mandato governamental, Wilson ganhou reconhecimento nacional e bipartidário como reformador e líder do movimento progressista. 
Os republicanos assumiram o controlo da assembleia estadual no início de 1912, e Wilson passou grande parte do resto do seu mandato a vetar projectos de lei.  No entanto, ele conseguiu a aprovação de várias leis de reforma   incluindo aquelas que restringiam o trabalho de mulheres e crianças e aumentavam os padrões para as condições de trabalho nas fábricas.  Foi criado um novo Conselho Estadual de Educação "com o poder de conduzir inspeções e aplicar padrões, regular a autoridade de empréstimos dos distritos e exigir aulas especiais para alunos com deficiências".  Antes de deixar o cargo, Wilson supervisionou o estabelecimento de clínicas odontológicas gratuitas e promulgou uma lei "abrangente e científica" para os pobres. A enfermagem qualificada foi padronizada, enquanto o trabalho contratado em todos os reformatórios e prisões foi abolido e uma lei de sentença indeterminada foi aprovada.  Foi introduzida uma lei que obrigava todas as empresas ferroviárias a “pagar aos seus empregados duas vezes por mês”, enquanto se regulava o horário de trabalho, a saúde, a segurança, o emprego e a idade das pessoas empregadas em estabelecimentos mercantis.  Pouco antes de deixar o cargo, Wilson assinou uma série de leis antitruste conhecidas como as "Sete Irmãs", bem como outra lei que removeu o poder de selecionar júris dos xerifes locais. 

## Eleição presidencial de 1912

### Nomeação
Wilson tornou-se um importante candidato presidencial em 1912, imediatamente após sua eleição como governador de Nova Jersey em 1910, e seus conflitos com os chefes do partido estadual aumentaram sua reputação com o crescente movimento progressista.  Além dos progressistas, Wilson contava com o apoio de ex-alunos de Princeton, como Cyrus McCormick, e de sulistas, como Walter Hines Page, que acreditavam que o status de Wilson como um sulista transplantado lhe dava amplo apelo.  Embora a mudança de Wilson para a esquerda tenha conquistado a admiração de muitos, também criou inimigos como George Brinton McClellan Harvey, um antigo apoiador de Wilson que tinha laços estreitos com Wall Street .  Em julho de 1911, Wilson trouxe William Gibbs McAdoo e o "Coronel" Edward M. House para administrar a campanha.  Antes da Convenção Nacional Democrata de 1912, Wilson fez um esforço especial para ganhar a aprovação do candidato presidencial democrata por três vezes, William Jennings Bryan, cujos seguidores dominaram amplamente o Partido Democrata desde a eleição presidencial de 1896. 
O presidente da Câmara, Champ Clark, do Missouri, era visto por muitos como o favorito à nomeação, enquanto o líder da maioria na Câmara, Oscar Underwood, do Alabama, também surgia como um desafiante. Clark encontrou apoio entre a ala Bryan do partido, enquanto Underwood apelou aos democratas conservadores Bourbon, especialmente no Sul.  Nas primárias presidenciais do Partido Democrata de 1912, Clark venceu várias das primeiras disputas, mas Wilson terminou forte com vitórias no Texas, no Nordeste e no Centro-Oeste.  Na primeira votação presidencial da convenção democrata, Clark conquistou uma pluralidade de delegados; seu apoio continuou a crescer depois que a máquina do Tammany Hall de Nova York o apoiou na décima votação.  O apoio de Tammany saiu pela culatra para Clark, já que Bryan anunciou que não apoiaria nenhum candidato que tivesse o apoio de Tammany, e Clark começou a perder delegados nas votações subsequentes.  Wilson ganhou o apoio de Roger Charles Sullivan e Thomas Taggart ao prometer a vice-presidência ao governador Thomas R. Marshall de Indiana.  e várias delegações do Sul mudaram seu apoio de Underwood para Wilson. Wilson finalmente ganhou dois terços dos votos na 46ª votação da convenção, e Marshall tornou-se o companheiro de chapa de Wilson. 

### Eleição geral

Mapa do colégio eleitoral presidencial de 1912

Na eleição geral de 1912, Wilson enfrentou dois grandes oponentes: o titular republicano William Howard Taft, com mandato único, e o ex-presidente republicano Theodore Roosevelt, que fez uma campanha de um terceiro partido como indicado pelo Partido "Bull Moose". O quarto candidato foi Eugene V. Debs, do Partido Socialista. Roosevelt rompeu com seu antigo partido na Convenção Nacional Republicana de 1912, depois que Taft ganhou por pouco a renomeação, e a divisão no Partido Republicano deixou os democratas esperançosos de que poderiam ganhar a presidência pela primeira vez desde a eleição presidencial de 1892. 
Roosevelt emergiu como o principal adversário de Wilson, e Wilson e Roosevelt fizeram campanha um contra o outro, apesar de compartilharem plataformas igualmente progressistas que exigiam um governo central intervencionista.  Wilson ordenou ao presidente do financiamento de campanha, Henry Morgenthau, que não aceitasse contribuições de empresas e que priorizasse doações menores, vindas do maior número possível de pessoas.  Durante a campanha eleitoral, Wilson afirmou que era tarefa do governo "fazer os ajustes de vida que colocarão cada homem em posição de reivindicar seus direitos normais como um ser humano vivo".  Com a ajuda do jurista Louis Brandeis, ele desenvolveu sua plataforma Nova Liberdade, concentrando-se especialmente na quebra de trustes e na redução de tarifas.  Brandeis e Wilson rejeitaram a proposta de Roosevelt de estabelecer uma burocracia poderosa encarregada de regular as grandes corporações, favorecendo em vez disso a dissolução das grandes corporações para criar condições económicas equitativas. 
Wilson empenhou-se numa campanha enérgica, percorrendo o país para proferir inúmeros discursos.  No final, ele obteve 42 por cento dos votos populares e 435 dos 531 votos eleitorais.  Roosevelt conquistou a maioria dos votos eleitorais restantes e 27,4% do voto popular, um dos melhores desempenhos de um terceiro partido na história dos EUA. Taft obteve 23,2% dos votos populares, mas apenas 8 votos eleitorais, enquanto Debs obteve 6% dos votos populares. Nas eleições simultâneas para o Congresso, os democratas mantiveram o controlo da Câmara e obtiveram a maioria no Senado.  A vitória de Wilson fez dele o primeiro sulista a vencer uma eleição presidencial desde a Guerra Civil, o primeiro presidente democrata desde que Grover Cleveland deixou o cargo em 1897,  e o primeiro e único presidente a ter um doutorado. 

## Presidência (1913–1921)

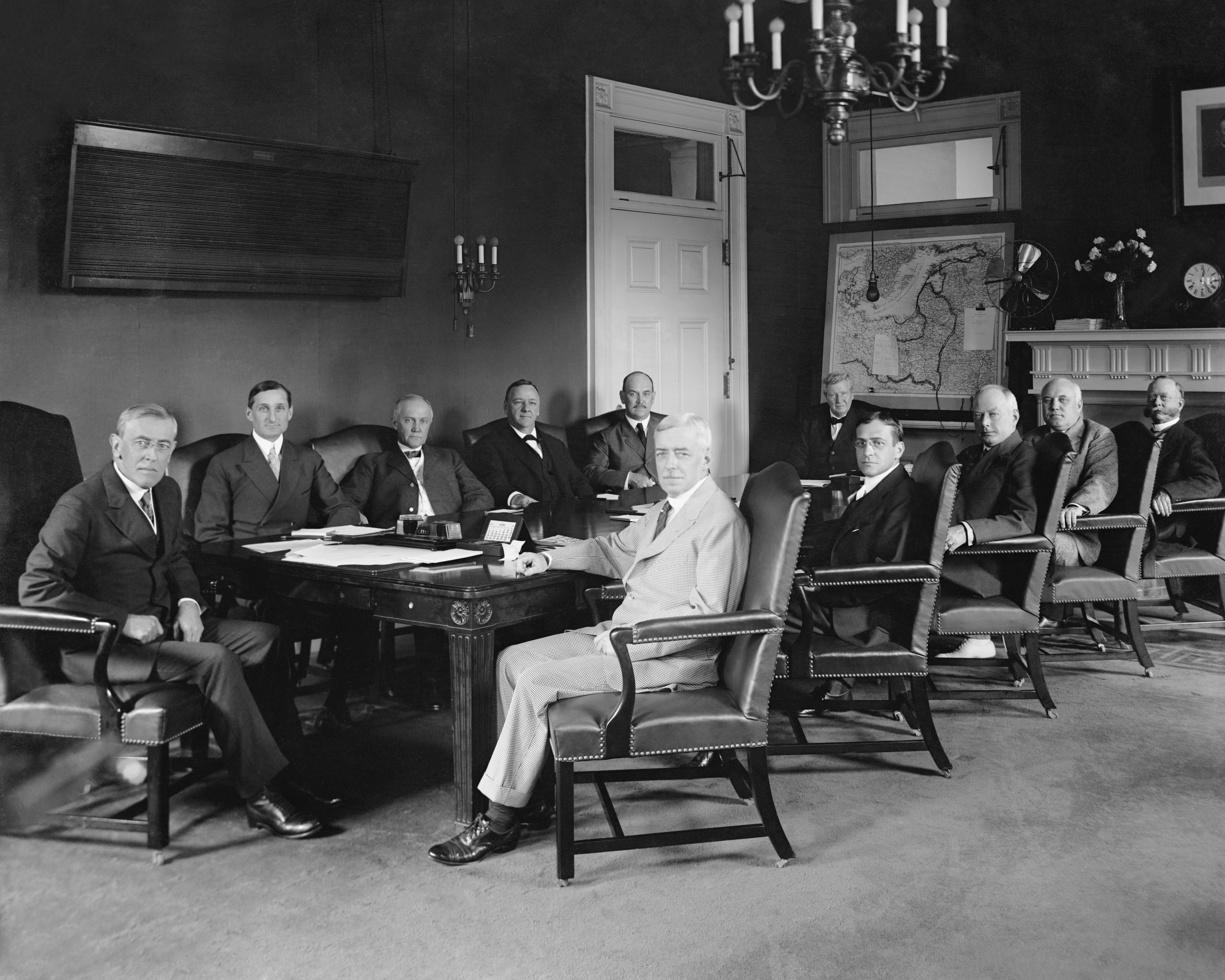
Wilson e seu gabinete em 1916

Após a eleição, Wilson escolheu William Jennings Bryan como Secretário de Estado, e Bryan ofereceu conselhos sobre os membros restantes do gabinete de Wilson.  William Gibbs McAdoo, um importante apoiador de Wilson que se casou com a filha de Wilson em 1914, tornou-se Secretário do Tesouro, e James Clark McReynolds, que havia processado com sucesso vários casos antitruste importantes, foi escolhido como Procurador-Geral.  O editor Josephus Daniels, um partidário e proeminente supremacista branco da Carolina do Norte,  foi escolhido para ser Secretário da Marinha, enquanto o jovem advogado de Nova York Franklin D. Roosevelt se tornou Secretário Assistente da Marinha.  O chefe de gabinete de Wilson ("secretário") era Joseph Patrick Tumulty, que atuou como um tampão político e intermediário com a imprensa.  O mais importante conselheiro e confidente em política externa foi o "Coronel" Edward M. House; Berg escreve que, "em termos de acesso e influência, [House] superava todos os outros no Gabinete de Wilson". 

### Agenda doméstica da Nova Liberdade

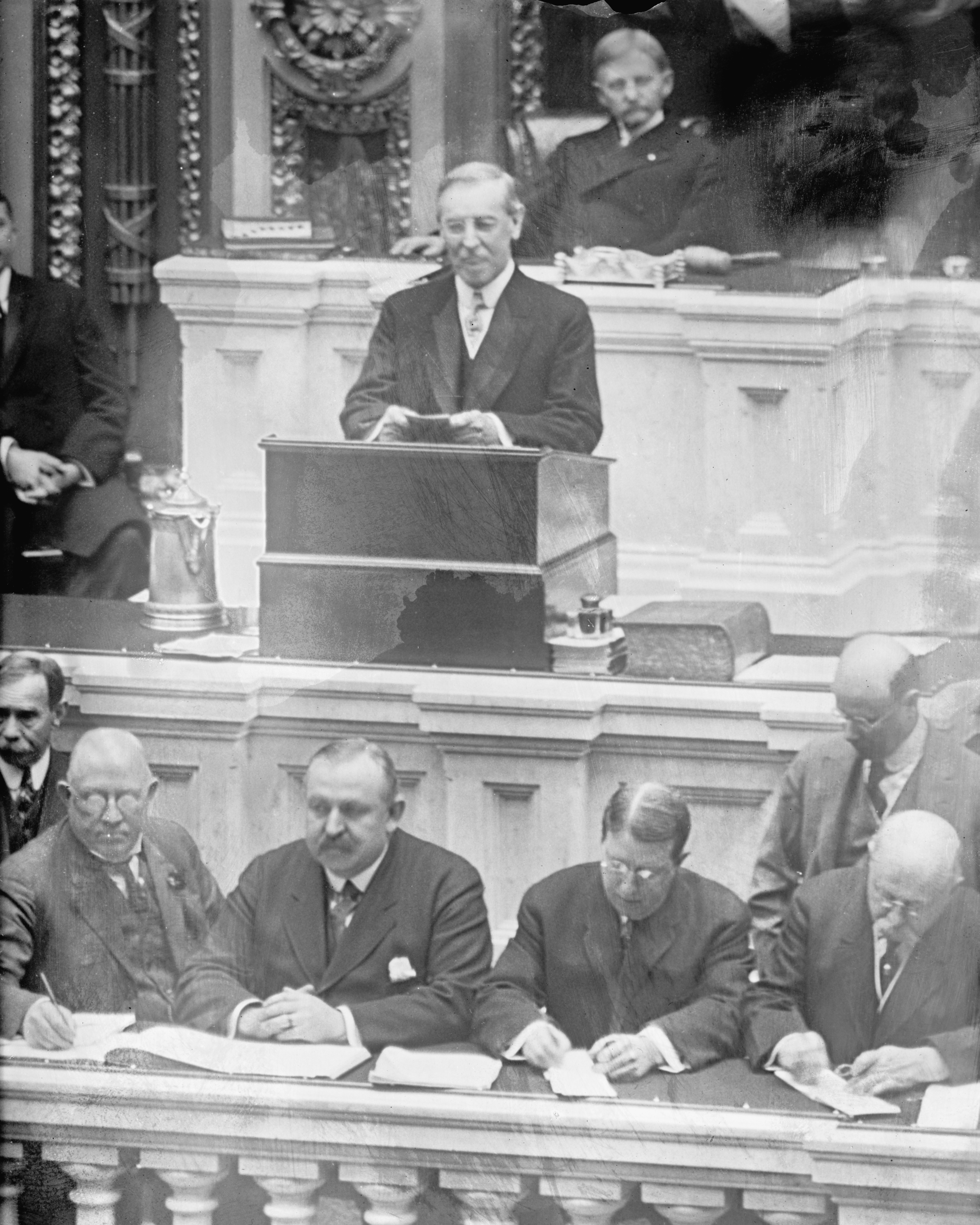
Wilson fazendo seu primeiro discurso sobre o Estado da União em 1913, perante uma sessão conjunta do Congresso, que deu início à prática moderna do Estado da União ser proferido pessoalmente perante todos os membros do Congresso

Wilson introduziu um programa abrangente de legislação interna no início da sua administração, algo que nenhum presidente tinha feito antes.  Ele anunciou quatro grandes prioridades nacionais: a conservação dos recursos naturais, a reforma bancária, a redução de tarifas e um melhor acesso às matérias-primas para os agricultores através da dissolução dos fundos mineiros ocidentais.  Wilson apresentou estas propostas em Abril de 1913, num discurso proferido numa sessão conjunta do Congresso, tornando-se no primeiro presidente desde John Adams a dirigir-se pessoalmente ao Congresso.  Os dois primeiros anos de Wilson no cargo se concentraram principalmente em sua agenda doméstica. Com os problemas com o México e a eclosão da Primeira Guerra Mundial em 1914, os assuntos estrangeiros dominaram cada vez mais sua presidência. 

#### Legislação tarifária e tributária
Os democratas há muito que viam as tarifas elevadas como equivalentes a impostos injustos para os consumidores, e a redução das tarifas era a sua primeira prioridade.  Ele argumentou que o sistema de tarifas elevadas "nos afasta da nossa parte adequada no comércio do mundo, viola os princípios justos da tributação e torna o governo um instrumento fácil nas mãos de interesses privados".  No final de maio de 1913, o líder da maioria na Câmara, Oscar Underwood, aprovou um projeto de lei na Câmara que cortou a taxa média de tarifas em 10 por cento e impôs um imposto sobre a renda pessoal acima de US$ 4.000.  O projeto de lei de Underwood representou a maior revisão para baixo da tarifa desde a Guerra Civil. Reduziu agressivamente as taxas sobre matérias-primas, bens considerados “necessários” e produtos produzidos internamente por trusts, mas manteve taxas tarifárias mais elevadas para bens de luxo. 
No entanto, a aprovação do projeto de lei de tarifas no Senado foi um desafio. Alguns democratas do Sul e do Oeste queriam a protecção contínua das suas indústrias de lã e açúcar, e os democratas tinham uma maioria mais estreita na câmara alta.  Wilson se reuniu extensivamente com senadores democratas e apelou diretamente ao povo por meio da imprensa. Após semanas de audiências e debates, Wilson e o Secretário de Estado Bryan conseguiram unir os democratas do Senado em torno do projeto de lei.  O Senado votou 44 a 37 a favor do projeto de lei, com apenas um democrata votando contra e apenas um republicano votando a favor. Wilson assinou a Lei da Receita de 1913 (chamada Tarifa Underwood) em 3 de outubro de 1913.  A Lei das Receitas de 1913 reduziu as tarifas e substituiu a receita perdida por um imposto federal sobre o rendimento de um por cento sobre rendimentos superiores a 3.000 dólares, afectando os três por cento mais ricos da população.  As políticas da administração Wilson tiveram um impacto duradouro na composição das receitas do governo, que agora provinham principalmente de impostos e não de tarifas. 

#### Sistema da Reserva Federal

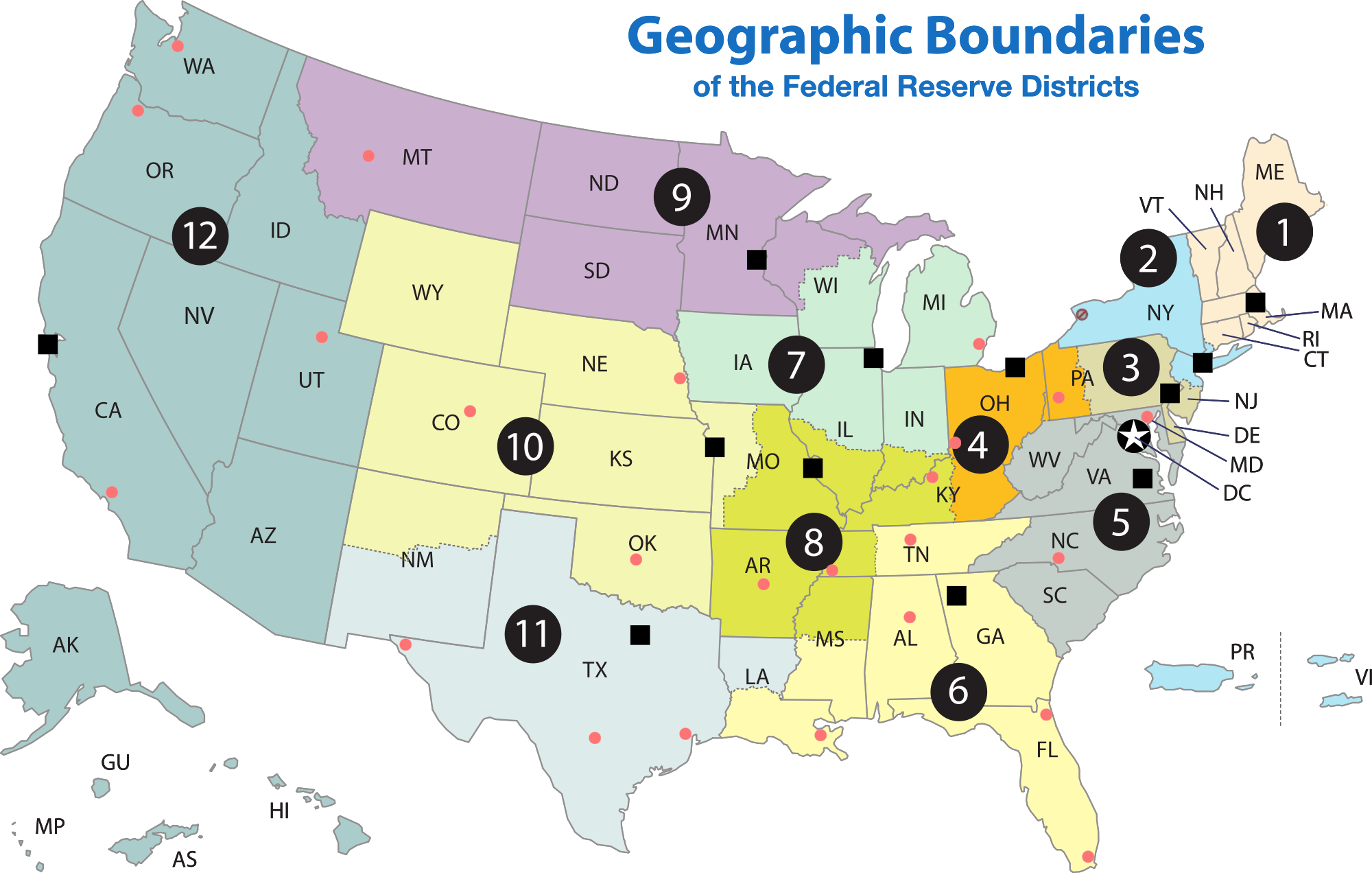
Mapa dos distritos do Federal Reserve com bancos do Federal Reserve (em círculos pretos), agências distritais (em quadrados pretos) e a sede nacional do Federal Reserve em vermelho

Wilson não esperou concluir a Lei da Receita de 1913 antes de prosseguir para o próximo item de sua agenda: o setor bancário. Na altura em que Wilson assumiu o cargo, países como a Grã-Bretanha e a Alemanha tinham criado bancos centrais geridos pelo governo, mas os Estados Unidos não tinham um banco central desde a Guerra Bancária da década de 1830.  Após a crise financeira nacional de 1907, houve um acordo geral para criar algum tipo de sistema de banco central para fornecer uma moeda mais elástica e coordenar respostas a pânicos financeiros. Wilson procurou um meio-termo entre progressistas como Bryan e republicanos conservadores como Nelson Aldrich, que, como presidente da Comissão Monetária Nacional, apresentou um plano para um banco central que daria aos interesses financeiros privados um grande grau de controle sobre o sistema monetário.  Wilson declarou que o sistema bancário deve ser "público, não privado, [e] deve ser investido no próprio governo, de modo que os bancos devem ser os instrumentos, não os donos, dos negócios". 
Os democratas elaboraram um plano de compromisso no qual bancos privados controlariam doze Bancos Regionais da Reserva Federal, mas o controle acionário do sistema seria colocado em um conselho central composto por indicados presidenciais. Wilson convenceu os democratas da esquerda de que o novo plano atendia às suas exigências.  Finalmente, o Senado votou 54-34 para aprovar a Lei da Reserva Federal.  O novo sistema começou a operar em 1915 e desempenhou um papel fundamental no financiamento dos esforços de guerra dos Aliados e dos Estados Unidos na Primeira Guerra Mundial. 

#### Legislação antitruste

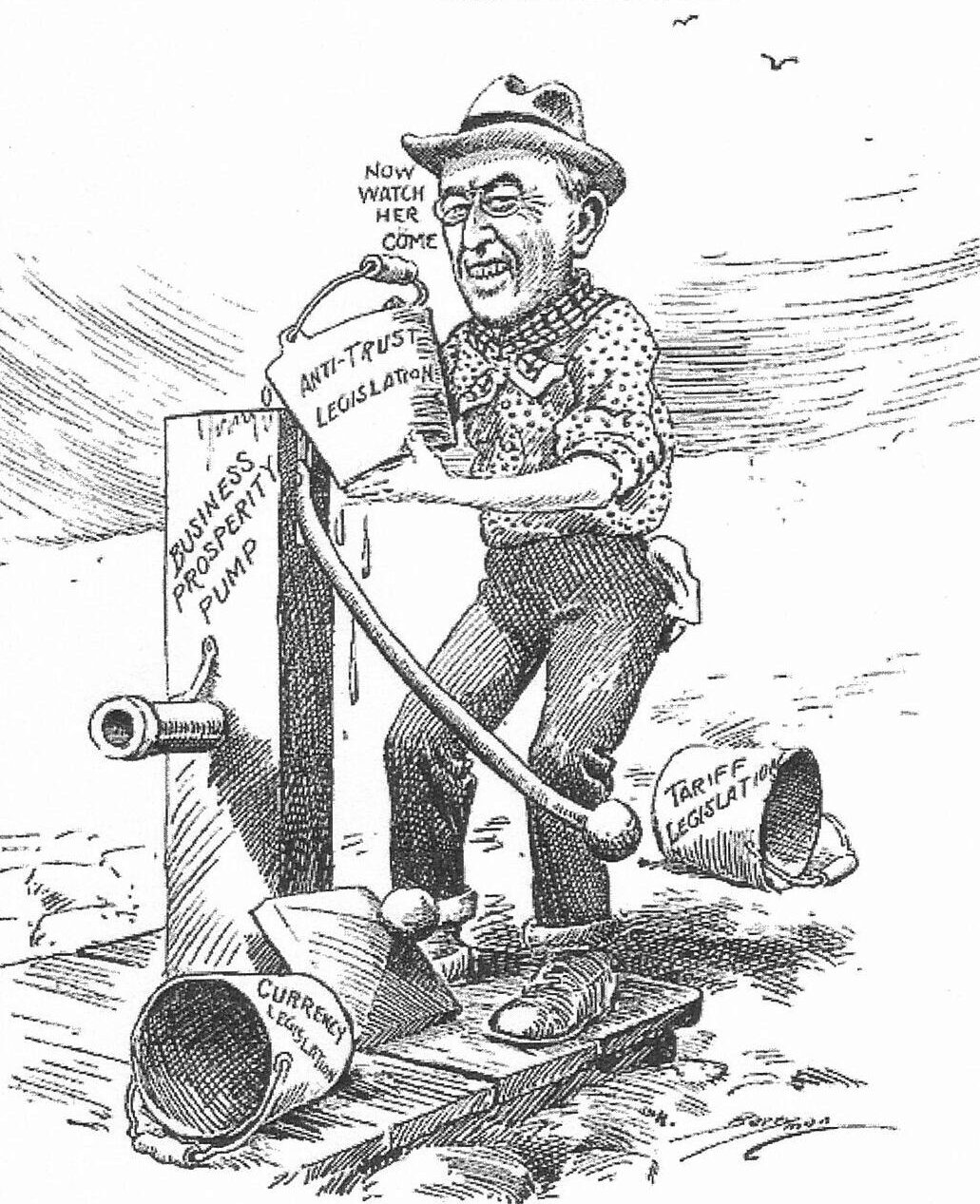
Uma caricatura de Clifford K. Berryman de 1913 com Wilson abordando a economia enchendo-a de leis tarifárias, monetárias e antitruste

Depois de aprovar uma legislação importante que reduzia as tarifas e reformava a estrutura bancária, Wilson procurou então uma legislação antitruste para reforçar a Lei Antitruste Sherman de 1890.  A Lei Antitruste Sherman proibia qualquer "contrato, combinação ... ou conspiração, em restrição ao comércio", mas provou ser ineficaz na prevenção do surgimento de grandes combinações de negócios conhecidas como trustes.  Um grupo de elite de empresários dominava os conselhos de administração dos principais bancos e ferrovias e usava seu poder para impedir a concorrência de novas empresas.  Com o apoio de Wilson, o congressista Henry Clayton Jr. apresentou um projeto de lei que proibiria diversas práticas anticompetitivas, como preços discriminatórios, vinculação, negociação exclusiva e diretorias interligadas. 
À medida que a dificuldade de proibir todas as práticas anticompetitivas por meio de legislação se tornou clara, Wilson apoiou a legislação que criaria uma nova agência, a Comissão Federal de Comércio (FTC), para investigar violações antitruste e aplicar as leis antitruste independentemente do Departamento de Justiça. Com apoio bipartidário, o Congresso aprovou a Lei da Comissão Federal de Comércio de 1914, que incorporou as ideias de Wilson sobre a FTC.  Um mês após assinar a Lei da Comissão Federal de Comércio de 1914, Wilson assinou a Lei Antitruste Clayton de 1914, que se baseou na Lei Sherman ao definir e proibir diversas práticas anticompetitivas. 

#### Trabalho e agricultura

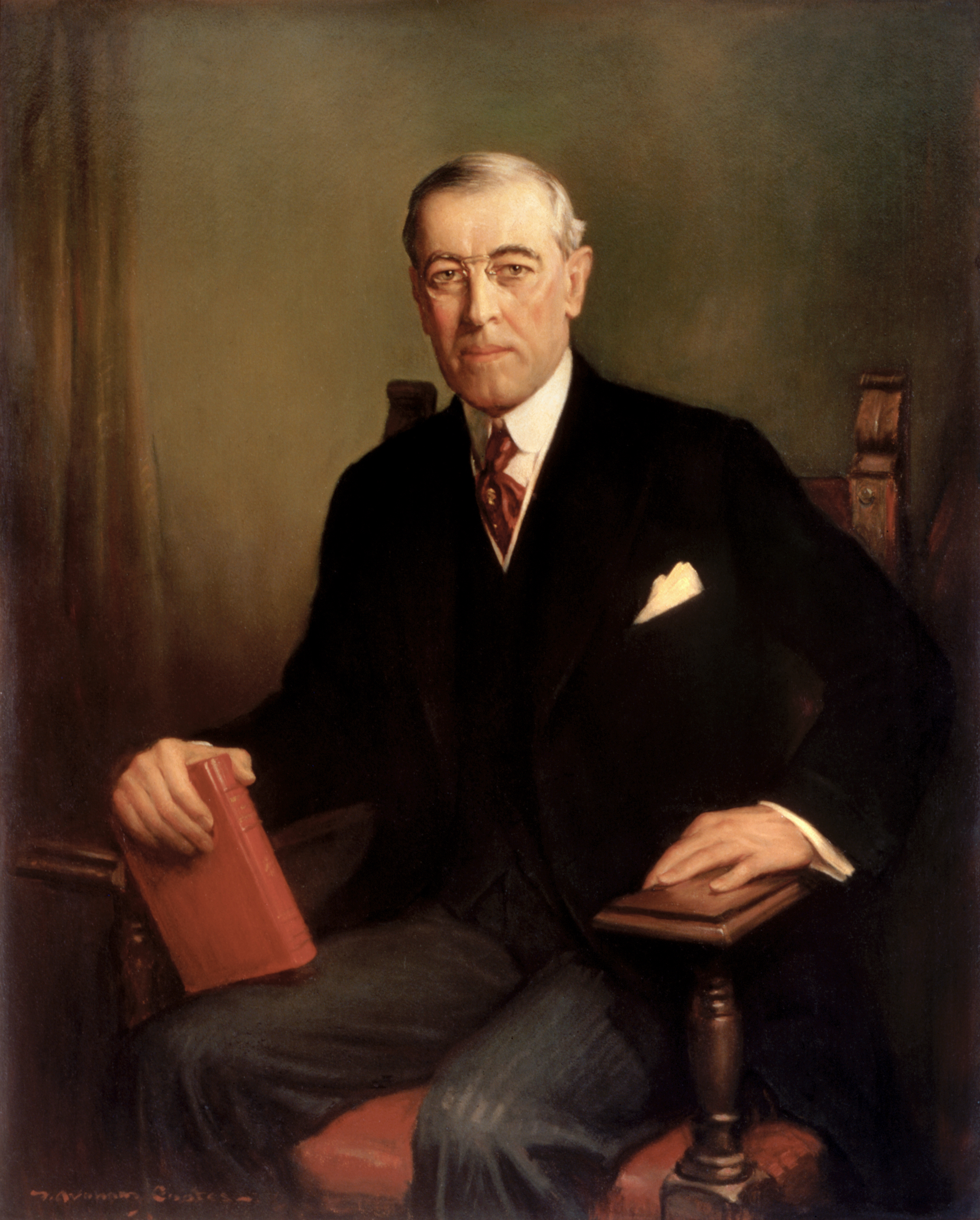
Retrato presidencial oficial de Wilson em 1913

Wilson achava que uma lei sobre trabalho infantil provavelmente seria inconstitucional, mas mudou de ideia em 1916, com a aproximação de uma eleição acirrada. Em 1916, após intensas campanhas do Comitê Nacional de Trabalho Infantil (NCLC) e da Liga Nacional de Consumidores, o Congresso aprovou a Lei Keating-Owen, tornando ilegal o transporte de mercadorias no comércio interestadual se fossem feitas em fábricas que empregassem crianças menores de idade. Os democratas do sul se opuseram, mas não obstruíram a iniciativa. Wilson aprovou o projeto de lei no último minuto, sob pressão dos líderes do partido, que enfatizaram o quão popular a ideia era, especialmente entre a classe emergente de eleitoras. Ele disse aos congressistas democratas que eles precisavam aprovar essa lei e também uma lei de indenização trabalhista para satisfazer o movimento progressista nacional e vencer a eleição de 1916 contra um Partido Republicano reunificado. Foi a primeira lei federal sobre trabalho infantil. Entretanto, a Suprema Corte dos EUA revogou a lei em Hammer v. Dagenhart (1918). O Congresso então aprovou uma lei taxando empresas que utilizassem trabalho infantil, mas ela foi derrubada pela Suprema Corte no caso Bailey v. Drexel Furniture (1923). O trabalho infantil foi finalmente abolido na década de 1930.  Ele aprovou a meta de melhorar as duras condições de trabalho dos marinheiros mercantes e assinou o Seamen's Act de LaFollette de 1915. 
Wilson pediu ao Departamento do Trabalho que mediasse os conflitos entre os trabalhadores e a administração. Em 1914, Wilson enviou soldados para ajudar a pôr fim à Guerra do Carvão do Colorado, uma das disputas trabalhistas mais mortais da história americana.  Em 1916, ele pressionou o Congresso a promulgar a jornada de trabalho de oito horas para os trabalhadores ferroviários, o que encerrou uma grande greve. Foi "a intervenção mais ousada nas relações laborais que qualquer presidente alguma vez tentou". 
Wilson não gostou do envolvimento excessivo do governo na Lei Federal de Empréstimos Agrícolas, que criou doze bancos regionais autorizados a fornecer empréstimos com juros baixos aos agricultores. No entanto, ele precisava do voto agrícola para sobreviver à próxima eleição de 1916, então ele o assinou. 

#### Territórios e imigração
Wilson adotou a política democrática de longa data contra a posse de colônias e trabalhou pela autonomia gradual e independência final das Filipinas, que havia sido adquirida em 1898. Dando continuidade à política de seus antecessores, Wilson aumentou a autogovernança nas ilhas ao conceder aos filipinos maior controle sobre o Legislativo Filipino. A Lei Jones de 1916 comprometeu os Estados Unidos com a eventual independência das Filipinas e concedeu aos filipinos maior autonomia com o estabelecimento de um Senado e de uma Câmara dos Representantes, substituindo a Comissão Filipina administrada pelos americanos e a Assembleia Filipina administrada pelos filipinos, respectivamente.  Em 1916, Wilson comprou por tratado as Índias Ocidentais Dinamarquesas, renomeadas como Ilhas Virgens dos Estados Unidos. 
A imigração da Europa diminuiu significativamente quando a Primeira Guerra Mundial começou e Wilson prestou pouca atenção à questão durante sua presidência.  No entanto, ele via com bons olhos os “novos imigrantes” do sul e leste da Europa, e vetou duas vezes leis aprovadas pelo Congresso destinadas a restringir a sua entrada, embora o veto posterior tenha sido anulado. 

#### Nomeações judiciais
Wilson nomeou três homens para a Suprema Corte dos Estados Unidos, todos confirmados pelo Senado dos EUA. Em 1914, Wilson nomeou o procurador-geral James Clark McReynolds. Apesar das suas credenciais como um ardente destruidor de trustes,  McReynolds tornou-se um elemento essencial do bloco conservador do tribunal até à sua reforma em 1941.  Segundo Berg, Wilson considerou a nomeação de McReynolds um dos seus maiores erros no cargo.  Em 1916, Wilson nomeou Louis Brandeis para a Suprema Corte, dando início a um grande debate no Senado sobre a ideologia progressista de Brandeis e sua religião; Brandeis foi o primeiro judeu indicado para a Suprema Corte. Por fim, Wilson conseguiu convencer os democratas do Senado a votarem pela confirmação de Brandeis, que serviu na corte até 1939. Ao contrário de McReynolds, Brandeis tornou-se uma das principais vozes progressistas do tribunal.  Quando surgiu uma segunda vaga em 1916, Wilson nomeou o advogado progressista John Hessin Clarke. Clarke foi confirmado pelo Senado e serviu na Corte até se aposentar em 1922. 

### Política externa do primeiro mandato

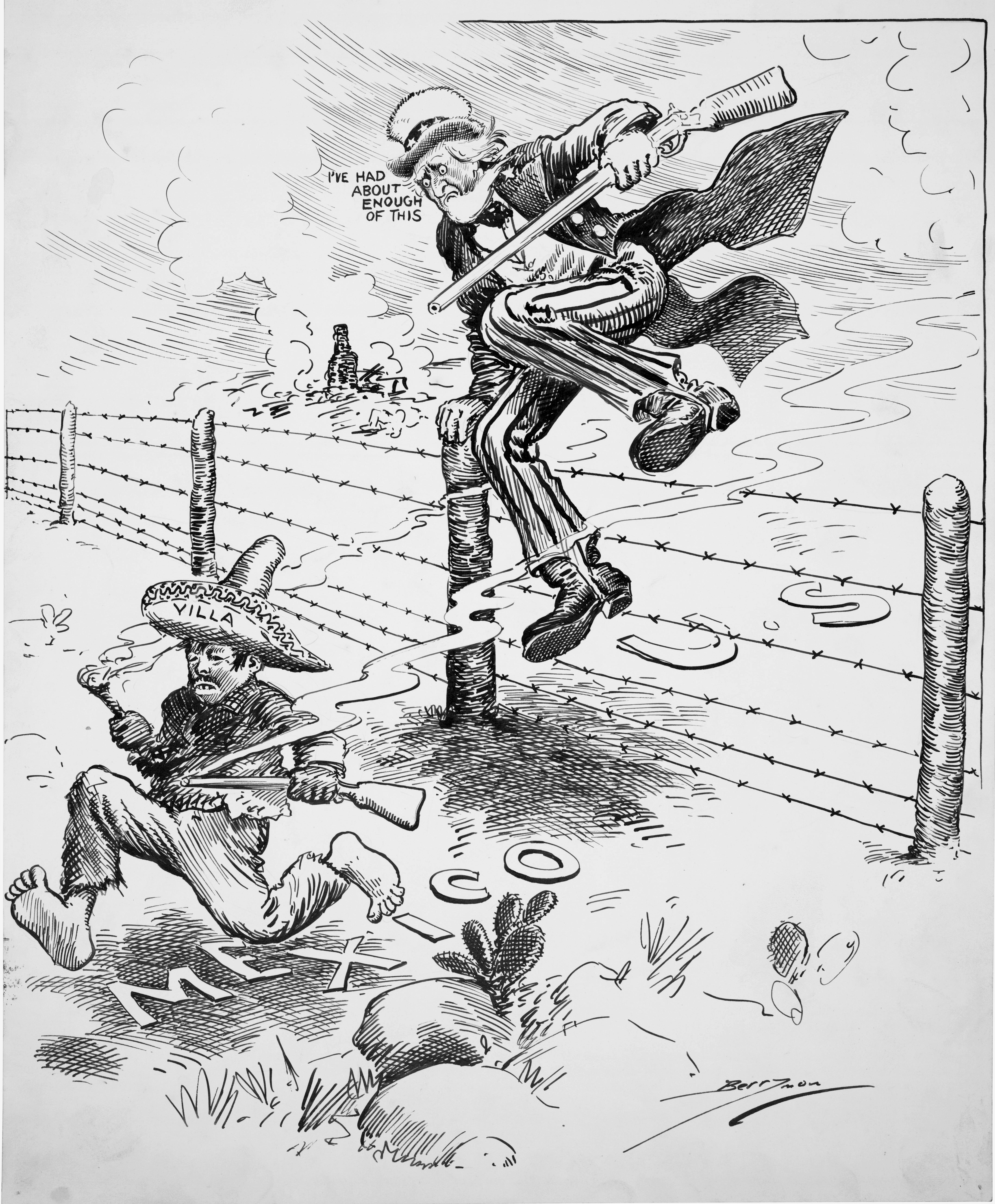
Uma charge retratando o Tio Sam entrando no México em 1916 para punir Pancho Villa, com o Tio Sam dizendo: "Já chega disso".

#### América Latina
Wilson procurou afastar-se da política externa dos seus antecessores, que considerava imperialista, e rejeitou a Diplomacia do Dólar de Taft.  No entanto, ele interveio frequentemente na América Latina, dizendo em 1913: "Vou ensinar as repúblicas sul-americanas a eleger bons homens".  O Tratado Bryan-Chamorro de 1914 converteu a Nicarágua em um protetorado de facto, e os EUA estacionaram soldados lá durante a presidência de Wilson. O governo Wilson enviou tropas para ocupar a República Dominicana e intervir no Haiti, e Wilson também autorizou intervenções militares em Cuba, Panamá e Honduras. 
Wilson assumiu o cargo durante a Revolução Mexicana, que começou em 1911 depois que os liberais derrubaram a ditadura militar de Porfirio Díaz. Pouco antes de Wilson assumir o cargo, os conservadores retomaram o poder por meio de um golpe liderado por Victoriano Huerta.  Wilson rejeitou a legitimidade do “governo de carniceiros” de Huerta e exigiu que o México realizasse eleições democráticas.  Depois que Huerta prendeu militares da Marinha dos EUA que haviam pousado acidentalmente em uma zona restrita perto da cidade portuária de Tampico, ao norte, Wilson enviou a Marinha para ocupar a cidade mexicana de Veracruz. Uma forte reação contra a intervenção americana entre os mexicanos de todas as afiliações políticas convenceu Wilson a abandonar seus planos de expandir a intervenção militar dos EUA, mas a intervenção, no entanto, ajudou a convencer Huerta a fugir do país.  Um grupo liderado por Venustiano Carranza estabeleceu o controle sobre uma proporção significativa do México, e Wilson reconheceu o governo de Carranza em outubro de 1915. 
Carranza continuou a enfrentar vários oponentes no México, incluindo Pancho Villa, a quem Wilson havia descrito anteriormente como "uma espécie de Robin Hood".  No início de 1916, Pancho Villa invadiu a vila de Columbus, Novo México, matando ou ferindo dezenas de americanos e causando uma enorme demanda nacional americana por sua punição. Wilson ordenou que o general John J. Pershing e 4.000 soldados cruzassem a fronteira para capturar Villa. Em abril, as forças de Pershing se dispersaram e dispersaram os bandos de Villa, mas Villa continuou à solta e Pershing continuou sua perseguição em direção ao interior do México. Carranza então se voltou contra os americanos e os acusou de uma invasão punitiva, levando a vários incidentes que quase levaram à guerra. As tensões diminuíram depois que o México concordou em libertar vários prisioneiros americanos, e as negociações bilaterais começaram sob os auspícios do Alto Comissariado Conjunto Mexicano-Americano. Ansioso por se retirar do México devido às tensões na Europa, Wilson ordenou que Pershing se retirasse, e os últimos soldados americanos partiram em fevereiro de 1917. 

#### Neutralidade na Primeira Guerra Mundial

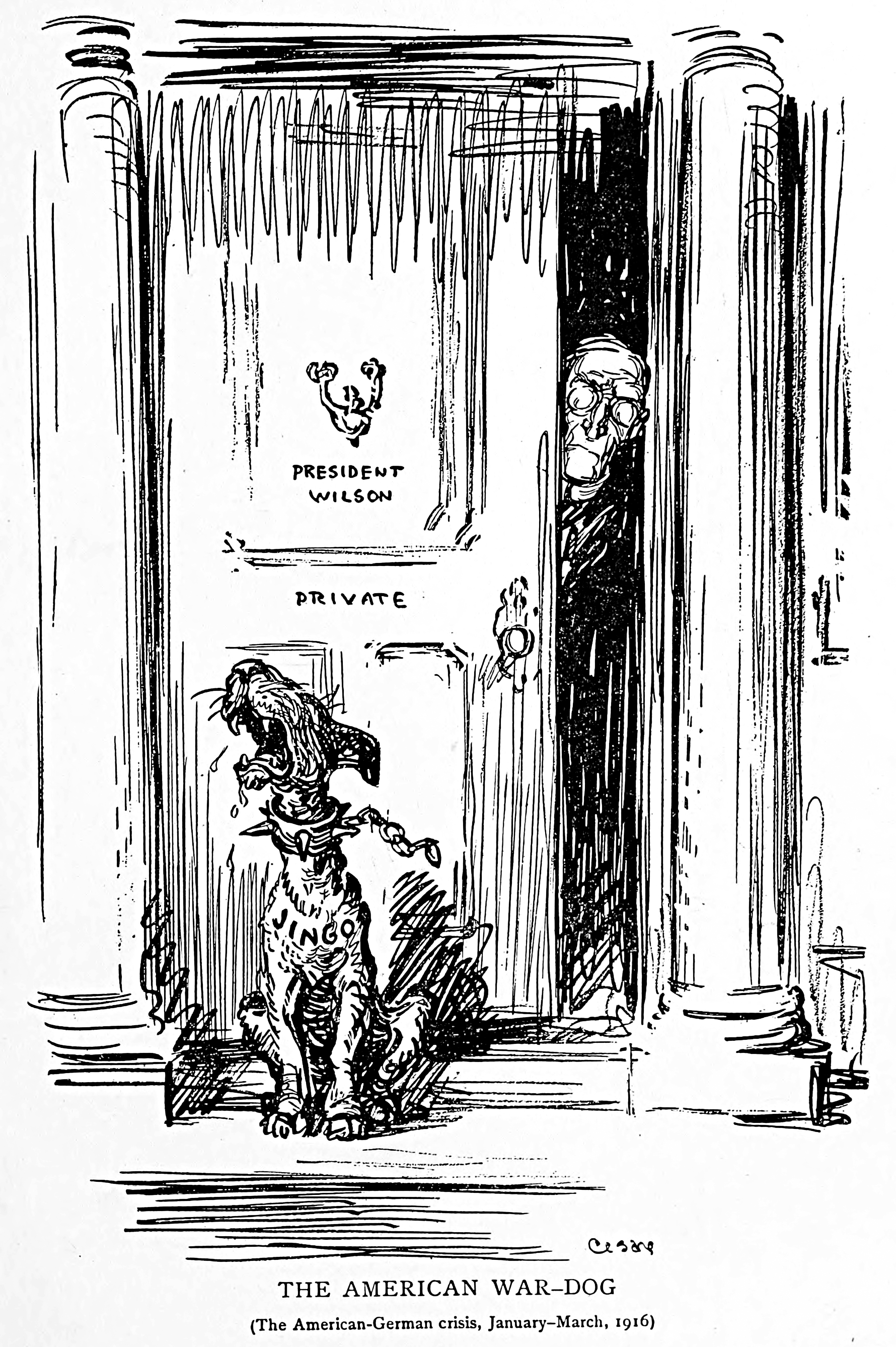
Um desenho animado de Wilson e "Jingo", o cão de guerra americano, ridicularizando os jingos que uivam por guerra

A Primeira Guerra Mundial eclodiu em julho de 1914, colocando as Potências Centrais (Império Alemão, Áustria-Hungria, Império Otomano e, mais tarde, Reino da Bulgária) contra as Potências Aliadas (Grã-Bretanha, França, Império Russo, Reino da Sérvia e vários outros países). A guerra caiu em um longo impasse com muitas baixas na Frente Ocidental na França. Ambas as partes rejeitaram as ofertas de Wilson e da Câmara para mediar o fim do conflito.  De 1914 até o início de 1917, os principais objetivos da política externa de Wilson eram manter os Estados Unidos fora da guerra na Europa e intermediar um acordo de paz.  Ele insistiu que todas as ações do governo dos EUA fossem neutras, afirmando que os americanos "devem ser imparciais tanto em pensamento quanto em ação, devem refrear nossos sentimentos, bem como todas as transações que possam ser interpretadas como uma preferência de uma parte na luta em detrimento da outra".  Como uma potência neutra, os EUA insistiram em seu direito de negociar com ambos os lados. Entretanto, a poderosa Marinha Real Britânica impôs um bloqueio à Alemanha. Para apaziguar Washington, Londres concordou em continuar a comprar certas mercadorias americanas importantes, como o algodão, aos preços de antes da guerra e, no caso de um navio mercante americano ser apanhado com contrabando, a Marinha Real tinha ordens de comprar toda a carga e libertar o navio.  Wilson aceitou passivamente esta situação. 
Em resposta ao bloqueio britânico, a Alemanha lançou uma campanha submarina contra navios mercantes nos mares que circundam as Ilhas Britânicas.  No início de 1915, os alemães afundaram três navios americanos; Wilson considerou, com base em algumas evidências razoáveis, que esses incidentes foram acidentais e que a resolução das reivindicações poderia ser adiada até o fim da guerra.  Em maio de 1915, um submarino alemão torpedeou o transatlântico britânico RMS Lusitania, matando 1.198 passageiros, incluindo 128 cidadãos americanos.  Wilson respondeu publicamente dizendo: "existe algo como um homem ser orgulhoso demais para lutar. Existe algo como uma nação ser tão certa que não precisa convencer os outros pela força de que está certa".  Wilson exigiu que o governo alemão "tomasse medidas imediatas para evitar a recorrência" de incidentes como o naufrágio do Lusitania. Em resposta, Bryan, que acreditava que Wilson tinha colocado a defesa dos direitos comerciais americanos acima da neutralidade, demitiu-se do Gabinete.  Em março de 1916, o SS Sussex, um ferry desarmado sob bandeira francesa, foi torpedeado no Canal da Mancha e quatro americanos foram contados entre os mortos. Wilson extraiu da Alemanha o compromisso de restringir a guerra submarina às regras da guerra de cruzadores, o que representou uma importante concessão diplomática. 
Os intervencionistas, liderados por Theodore Roosevelt, queriam a guerra com a Alemanha e atacaram a recusa de Wilson em formar o exército em antecipação à guerra.  Após o naufrágio do Lusitania e a renúncia de Bryan, Wilson comprometeu-se publicamente com o que ficou conhecido como o "movimento de preparação" e começou a construir o exército e a marinha.  Em junho de 1916, o Congresso aprovou a Lei de Defesa Nacional de 1916, que estabeleceu o Corpo de Treinamento de Oficiais da Reserva e expandiu a Guarda Nacional.  Mais tarde naquele ano, o Congresso aprovou a Lei Naval de 1916, que previa uma grande expansão da marinha. 

### Novo casamento

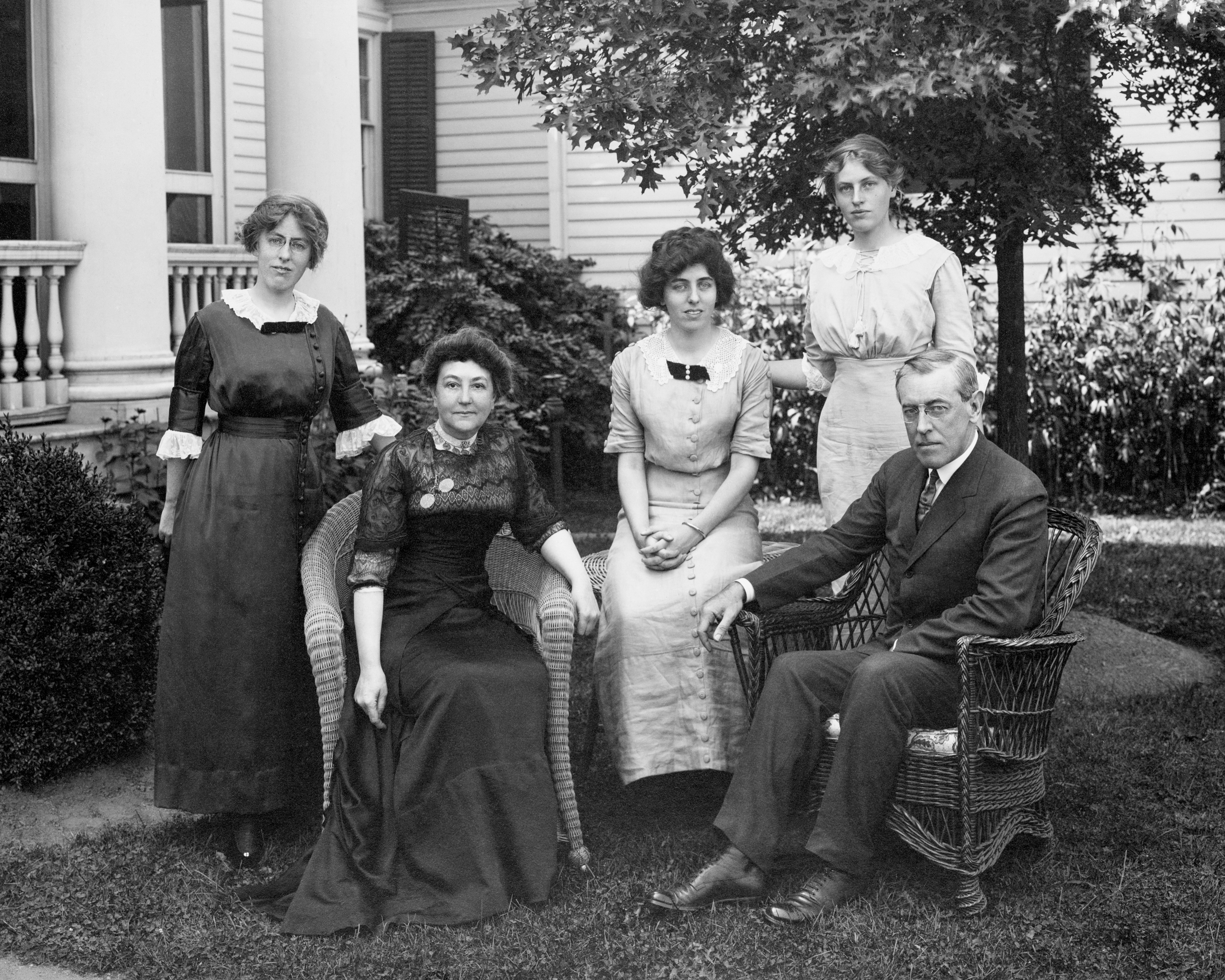
A família Wilson em 1912

A saúde de Ellen Wilson piorou depois que seu marido assumiu o cargo, e os médicos diagnosticaram a doença de Bright em julho de 1914.  Ela morreu em 6 de agosto de 1914.  O presidente Wilson ficou profundamente afetado pela perda e caiu em depressão.  Em 18 de março de 1915, Wilson conheceu Edith Bolling Galt em um chá na Casa Branca.  Galt era uma viúva e joalheira que também era do Sul. Depois de vários encontros, Wilson se apaixonou por ela e a pediu em casamento em maio de 1915. Galt inicialmente o rejeitou, mas Wilson não se intimidou e continuou o namoro.  Edith gradualmente se aqueceu ao relacionamento e eles ficaram noivos em setembro de 1915.  Eles se casaram em 18 de dezembro de 1915. Woodrow Wilson juntou-se a John Tyler e Grover Cleveland como os únicos presidentes a casar-se enquanto estavam no cargo. 

### Eleição presidencial de 1916

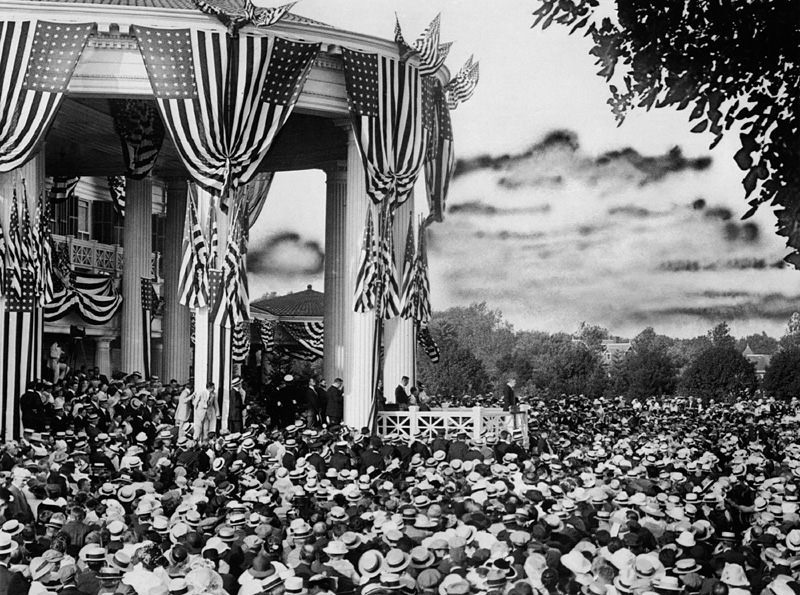
Wilson aceita a nomeação do Partido Democrata para presidente em 1916

Wilson foi renomeado na Convenção Nacional Democrata de 1916 sem oposição.  Em um esforço para conquistar eleitores progressistas, Wilson pediu uma legislação que previsse uma jornada de oito horas e uma semana de trabalho de seis dias, medidas de saúde e segurança, a proibição do trabalho infantil e salvaguardas para trabalhadoras. Ele também era a favor de um salário mínimo para todo o trabalho realizado pelo e para o governo federal.  Os democratas também fizeram campanha com o slogan "Ele nos manteve fora da guerra" e alertaram que uma vitória republicana significaria guerra com a Alemanha.  Na esperança de reunificar as alas progressista e conservadora do partido, a Convenção Nacional Republicana de 1916 nomeou o juiz da Suprema Corte Charles Evans Hughes para presidente; como jurista, ele estava completamente fora da política em 1912. Embora os republicanos tenham atacado a política externa de Wilson por vários motivos, os assuntos internos geralmente dominaram a campanha. Os republicanos fizeram campanha contra as políticas da Nova Liberdade de Wilson, especialmente a redução de tarifas, os novos impostos sobre o rendimento e a Lei Adamson, que ridicularizaram como "legislação de classe". 

Mapa do colégio eleitoral de 1916

A eleição foi acirrada e o resultado era incerto, com Hughes à frente no Leste e Wilson no Sul e Oeste. A decisão foi tomada pela Califórnia. Em 10 de novembro, a Califórnia certificou que Wilson havia vencido o estado por 3.806 votos, dando-lhe a maioria dos votos eleitorais. A nível nacional, Wilson obteve 277 votos eleitorais e 49,2 por cento do voto popular, enquanto Hughes obteve 254 votos eleitorais e 46,1 por cento do voto popular.  Wilson conseguiu vencer ao obter muitos votos que tinham sido atribuídos a Roosevelt ou Debs em 1912.  Ele conquistou o Sul sólido e venceu todos os estados do Oeste, exceto um, enquanto Hughes venceu a maioria dos estados do Nordeste e Centro-Oeste.  A reeleição de Wilson fez dele o primeiro democrata desde Andrew Jackson (em 1832) a ganhar dois mandatos consecutivos. Os democratas mantiveram o controlo do Congresso. 

### Entrada na Primeira Guerra Mundial
Em janeiro de 1917, o Império Alemão iniciou uma nova política de guerra submarina irrestrita contra navios nos mares ao redor das Ilhas Britânicas. Os líderes alemães sabiam que a política provavelmente provocaria a entrada dos EUA na guerra, mas esperavam derrotar as potências aliadas antes que os EUA pudessem se mobilizar totalmente.  No final de Fevereiro, o público norte-americano tomou conhecimento do Telegrama Zimmermann, uma comunicação diplomática secreta na qual a Alemanha procurava convencer o México a juntar-se a ela numa guerra contra os Estados Unidos.  Após uma série de ataques a navios americanos, Wilson realizou uma reunião do Gabinete em 20 de março; todos os membros do Gabinete concordaram que havia chegado o momento de os Estados Unidos entrarem na guerra.  Os membros do Gabinete acreditavam que a Alemanha estava envolvida numa guerra comercial contra os Estados Unidos e que os Estados Unidos tinham de responder com uma declaração formal de guerra. 
Em 2 de abril de 1917, Wilson dirigiu-se ao Congresso dos EUA, pedindo uma declaração de guerra contra a Alemanha, dizendo que a Alemanha estava envolvida em "nada menos que uma guerra contra o governo e o povo dos Estados Unidos". Ele solicitou um recrutamento militar para aumentar o exército, aumento de impostos para pagar despesas militares, empréstimos a governos aliados e aumento da produção industrial e agrícola.  Ele afirmou: "não temos fins egoístas a servir. Não desejamos nenhuma conquista, nenhum domínio... nenhuma compensação material pelos sacrifícios que faremos livremente. Somos apenas um dos campeões dos direitos da humanidade. Ficaremos satisfeitos quando esses direitos forem tornados tão seguros quanto a fé e a liberdade das nações podem torná-los."  A declaração de guerra dos Estados Unidos contra a Alemanha foi aprovada pelo Congresso com fortes maiorias bipartidárias em 6 de abril de 1917.  Os Estados Unidos declararam guerra à Áustria-Hungria em dezembro de 1917. 

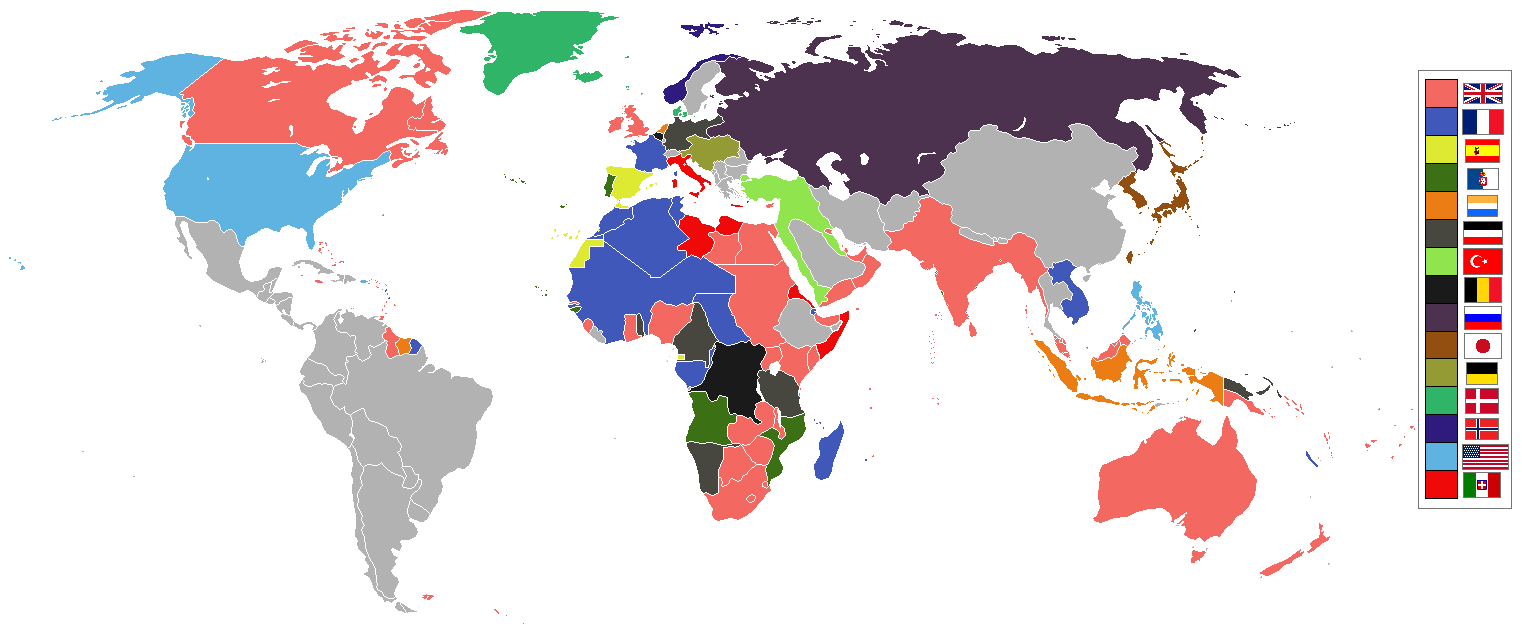
Mapa das grandes potências e seus impérios em 1914

Com a entrada dos EUA na guerra, Wilson e o Secretário de Guerra Newton D. Baker iniciaram uma expansão do exército, com o objetivo de criar um Exército Regular de 300.000 membros, uma Guarda Nacional de 440.000 membros e uma força recrutada de 500.000 membros conhecida como " Exército Nacional". Apesar de alguma resistência ao recrutamento e ao comprometimento de soldados americanos no exterior, grandes maiorias de ambas as casas do Congresso votaram para impor o recrutamento com a Lei do Serviço Seletivo de 1917. Buscando evitar os tumultos de recrutamento da Guerra Civil, o projeto de lei criou juntas de recrutamento locais que eram encarregadas de determinar quem deveria ser recrutado. No final da guerra, quase 3 milhões de homens foram recrutados.  A marinha também viu uma expansão tremenda, e as perdas de navios aliados caíram substancialmente devido às contribuições dos EUA e a uma nova ênfase no sistema de comboios. 

#### Quatorze Pontos
Wilson buscou o estabelecimento de "uma paz comum organizada" que ajudasse a prevenir conflitos futuros. Neste objectivo, ele foi combatido não apenas pelas Potências Centrais, mas também pelas outras Potências Aliadas, que, em vários graus, procuraram obter concessões e impor um acordo de paz punitivo às Potências Centrais.  Em 8 de janeiro de 1918, Wilson fez um discurso, conhecido como os Quatorze Pontos, no qual articulou os objetivos de guerra de longo prazo de sua administração. Wilson apelou à criação de uma associação de nações para garantir a independência e a integridade territorial de todas as nações — uma Liga das Nações.  Outros pontos incluíram a evacuação do território ocupado, o estabelecimento de uma Polônia independente e a autodeterminação dos povos da Áustria-Hungria e do Império Otomano. 

#### Curso da guerra
Sob o comando do General Pershing, as Forças Expedicionárias Americanas chegaram pela primeira vez à França em meados de 1917.  Wilson e Pershing rejeitaram a proposta britânica e francesa de que os soldados americanos se integrassem nas unidades aliadas existentes, dando aos Estados Unidos mais liberdade de ação, mas exigindo a criação de novas organizações e cadeias de abastecimento.  A Rússia saiu da guerra após assinar o Tratado de Brest-Litovsk em março de 1918, permitindo que a Alemanha transferisse soldados da Frente Oriental da guerra.  Na esperança de romper as linhas aliadas antes que os soldados americanos pudessem chegar com força total, os alemães lançaram a Ofensiva de Primavera na Frente Ocidental . Ambos os lados sofreram centenas de milhares de baixas quando os alemães forçaram o recuo dos britânicos e franceses, mas a Alemanha não conseguiu capturar a capital francesa, Paris.  Havia apenas 175.000 soldados americanos na Europa no final de 1917, mas em meados de 1918 chegavam à Europa 10.000 americanos por dia.  Com as forças americanas se juntando à luta, os Aliados derrotaram a Alemanha na Batalha de Belleau Wood e na Batalha de Château-Thierry. A partir de agosto, os Aliados lançaram a Ofensiva dos Cem Dias, repelindo o exausto exército alemão.  Entretanto, os líderes franceses e britânicos convenceram Wilson a enviar alguns milhares de soldados americanos para se juntarem à intervenção aliada na Rússia, que estava no meio de uma guerra civil entre os bolcheviques comunistas e o movimento branco. 
No final de setembro de 1918, a liderança alemã já não acreditava que poderia vencer a guerra, e o Kaiser Guilherme II nomeou um novo governo liderado pelo Príncipe Maximiliano de Baden.  Baden imediatamente procurou um armistício com Wilson, com os Quatorze Pontos servindo como base para a rendição alemã.  A Câmara obteve o acordo para o armistício da França e da Grã-Bretanha, mas apenas depois de ameaçar concluir um armistício unilateral sem elas.  A Alemanha e as Potências Aliadas puseram fim aos combates com a assinatura do Armistício de 11 de Novembro de 1918.  A Áustria-Hungria havia assinado o Armistício de Villa Giusti oito dias antes, enquanto o Império Otomano havia assinado o Armistício de Mudros em outubro. No final da guerra, 116.000 soldados americanos morreram e outros 200.000 ficaram feridos. 

#### Frente Interna

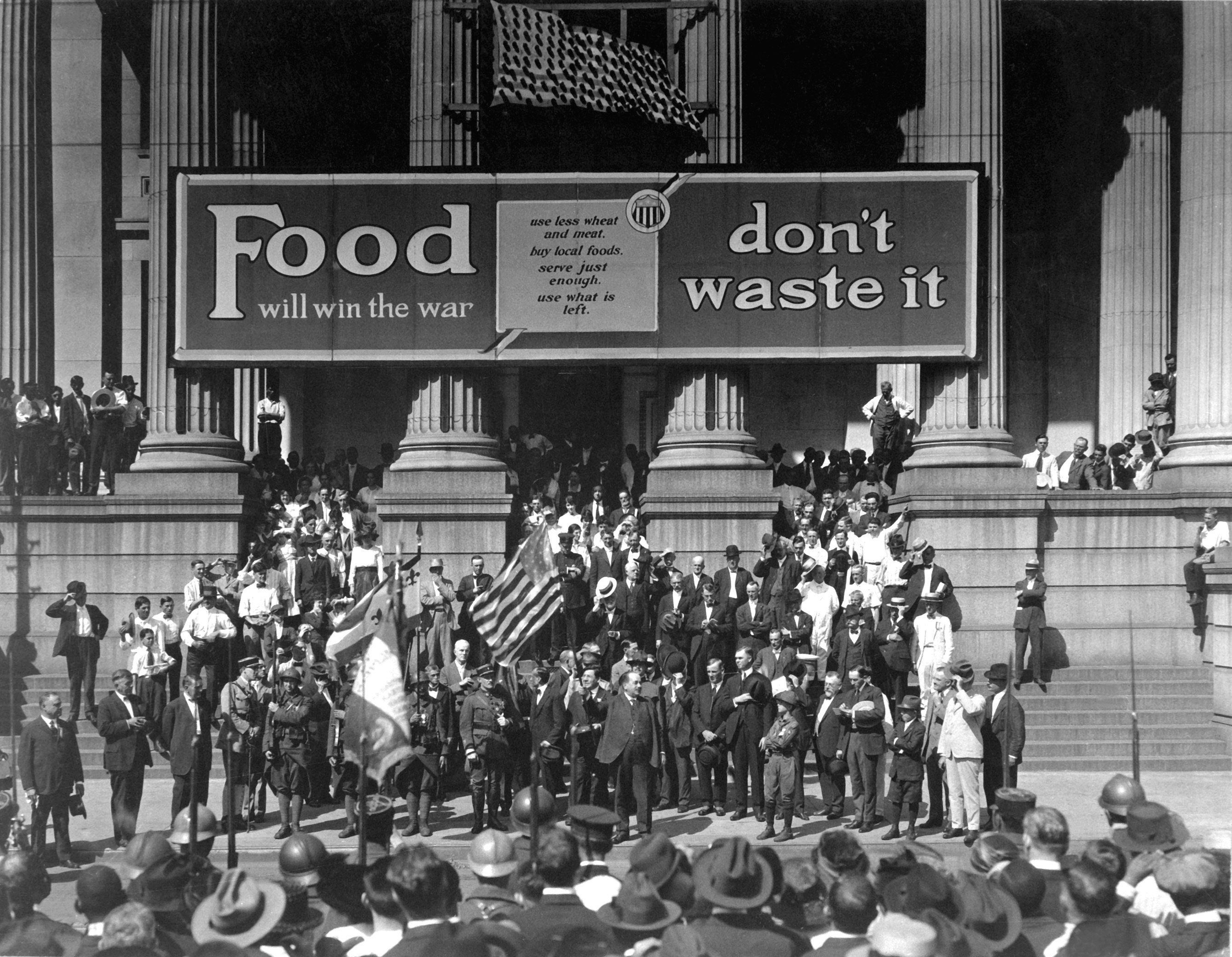
Uma faixa com os dizeres "A comida vencerá a guerra — não a desperdice", em frente à prefeitura de Nova Orleans em outubro de 1918

Com a entrada dos Estados Unidos na Primeira Guerra Mundial em abril de 1917, Wilson se tornou presidente em tempo de guerra. O War Industries Board, liderado por Bernard Baruch, foi criado para definir as políticas e metas de fabricação de guerra dos EUA. O futuro presidente Herbert Hoover liderou a Administração de Alimentos; a Administração Federal de Combustíveis, dirigida por Harry Augustus Garfield, introduziu o horário de verão e racionou o fornecimento de combustível; William McAdoo ficou encarregado dos esforços de títulos de guerra; Vance C. McCormick chefiou o Conselho de Comércio de Guerra. Esses homens, conhecidos coletivamente como o "gabinete de guerra", reuniam-se semanalmente com Wilson.  Como estava fortemente focado na política externa durante a Primeira Guerra Mundial, Wilson delegou um grande grau de autoridade sobre a frente interna aos seus subordinados.  No meio da guerra, o orçamento federal disparou de US$ 1 bilhão no ano fiscal de 1916 para US$ 19 bilhões no ano fiscal de 1919.  Além de gastar no seu próprio reforço militar, Wall Street em 1914-1916 e o Tesouro em 1917-1918 forneceram grandes empréstimos aos países Aliados, financiando assim o esforço de guerra da Grã-Bretanha e da França. 
Procurando evitar os altos níveis de inflação que acompanharam os elevados empréstimos da Guerra Civil Americana, a administração Wilson aumentou os impostos durante a guerra.  A Lei das Receitas de Guerra de 1917 e a Lei das Receitas de 1918 aumentaram a taxa máxima de imposto para 77 por cento, aumentaram substancialmente o número de americanos que pagavam imposto sobre o rendimento e cobraram um imposto sobre os lucros excedentários das empresas e dos indivíduos.  Apesar dessas leis fiscais, os Estados Unidos foram forçados a tomar empréstimos pesados para financiar o esforço de guerra. O secretário do Tesouro, McAdoo, autorizou a emissão de títulos de guerra com juros baixos e, para atrair investidores, tornou os juros dos títulos isentos de impostos. Os títulos se mostraram tão populares entre os investidores que muitos tomaram dinheiro emprestado para comprar mais títulos. A compra de obrigações, juntamente com outras pressões de guerra, resultou num aumento da inflação, embora esta inflação tenha sido parcialmente compensada pelo aumento dos salários e dos lucros. 
Para moldar a opinião pública, Wilson criou em 1917 o primeiro gabinete de propaganda moderno, o Comitê de Informação Pública (CPI), liderado por George Creel.  Wilson apelou aos eleitores nas eleições intercalares de 1918 para que elegessem democratas como forma de endosso às suas políticas. No entanto, os republicanos conquistaram os alienados germano-americanos e assumiram o controlo.  Wilson recusou-se a coordenar ou a chegar a um compromisso com os novos líderes da Câmara e do Senado — o senador Henry Cabot Lodge tornou-se o seu inimigo.  Em novembro de 1919, o procurador-geral de Wilson, A. Mitchell Palmer, começou a atacar anarquistas, membros do Trabalhadores Industriais do Mundo e outros grupos anti-guerra no que ficou conhecido como os Ataques de Palmer. Milhares foram presos por incitação à violência, espionagem ou sedição. Wilson estava incapacitado naquela altura e não foi informado do que estava a acontecer. 

Vários novos estados europeus foram estabelecidos na Conferência de Paz de Paris.

### Consequências da Primeira Guerra Mundial

#### Conferência de Paz de Paris

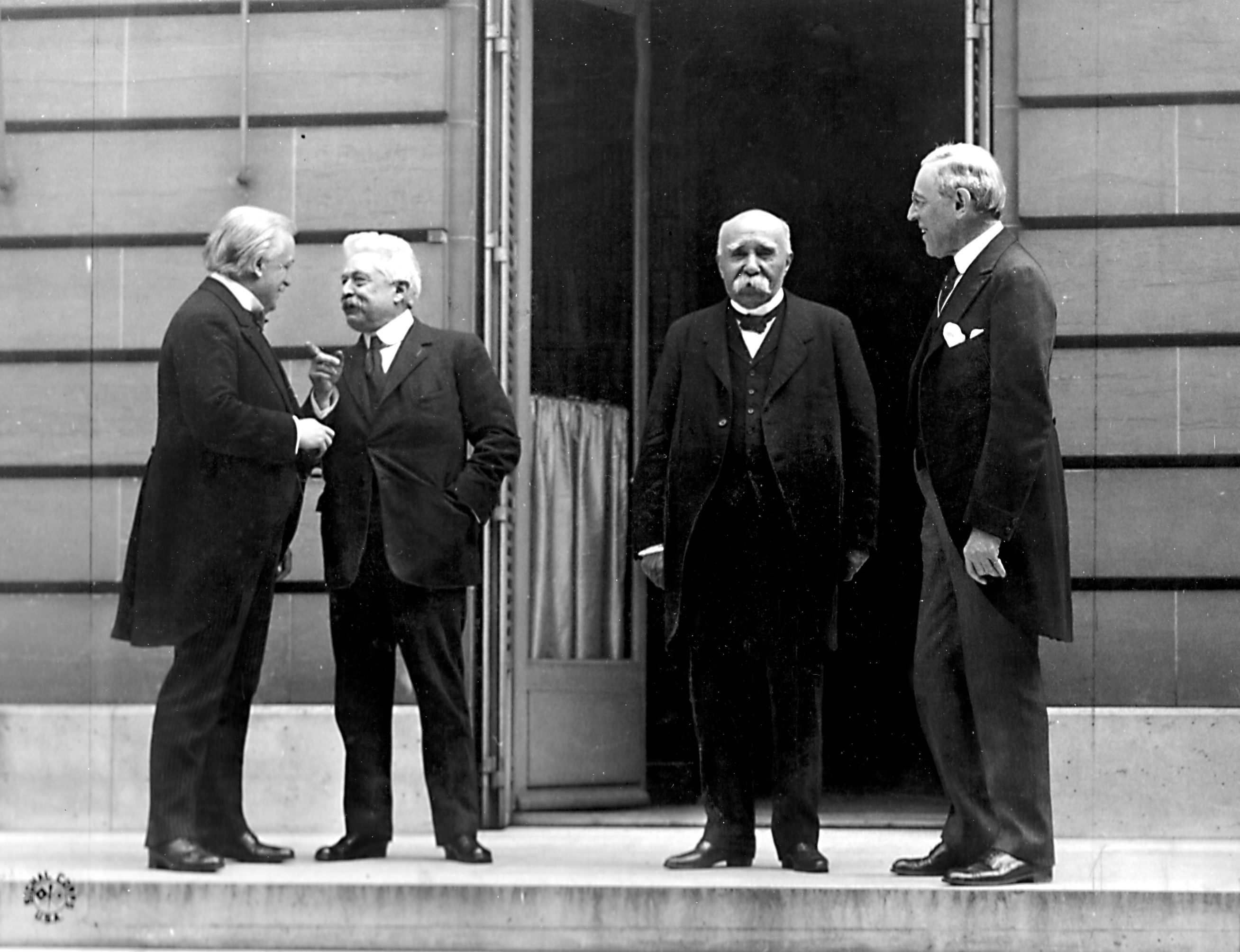
Os "Quatro Grandes" na Conferência de Paz de Paris em 27 de maio de 1919, após o fim da Primeira Guerra Mundial, com Wilson ao lado de Georges Clemenceau à direita

Após a assinatura do armistício, Wilson viajou para a Europa para liderar a delegação americana à Conferência de Paz de Paris, tornando-se assim o primeiro presidente em exercício a viajar para a Europa.  Embora os republicanos agora controlassem o Congresso, Wilson os excluiu. Os republicanos do Senado e até mesmo alguns democratas do Senado reclamaram da falta de representação na delegação. Era composto por Wilson, Coronel House, [b] Secretário de Estado Robert Lansing, General Tasker H. Bliss e diplomata Henry White, que era o único republicano e não era um partidário ativo.  Com exceção de um retorno de duas semanas aos Estados Unidos, Wilson permaneceu na Europa por seis meses, onde se concentrou em chegar a um tratado de paz para encerrar formalmente a guerra. Wilson, o primeiro-ministro britânico David Lloyd George, o primeiro-ministro francês Georges Clemenceau e o primeiro-ministro italiano Vittorio Emanuele Orlando constituíram os “Quatro Grandes”, os líderes aliados com maior influência na Conferência de Paz de Paris.  Wilson teve uma doença durante a conferência, e alguns especialistas acreditam que a gripe espanhola foi a causa. 
Ao contrário de outros líderes aliados, Wilson não buscou ganhos territoriais ou concessões materiais das Potências Centrais. O seu principal objectivo era o estabelecimento da Liga das Nações, que ele via como a "pedra angular de todo o programa".  O próprio Wilson presidiu o comité que elaborou o Pacto da Liga das Nações.  O pacto obrigava os membros a respeitar a liberdade religiosa, tratar as minorias raciais de forma justa e resolver disputas pacificamente por meio de organizações como o Tribunal Permanente de Justiça Internacional . O artigo X do Pacto da Liga exigia que todas as nações defendessem os membros da Liga contra agressões externas.  O Japão propôs que a conferência endossasse uma Proposta de Igualdade Racial; Wilson foi indiferente à questão, mas cedeu à forte oposição dos domínios britânicos, como a Austrália e a União Sul-Africana.  O Pacto da Liga das Nações foi incorporado ao Tratado de Versalhes da conferência, que pôs fim à guerra com a Alemanha, e a outros tratados de paz. 

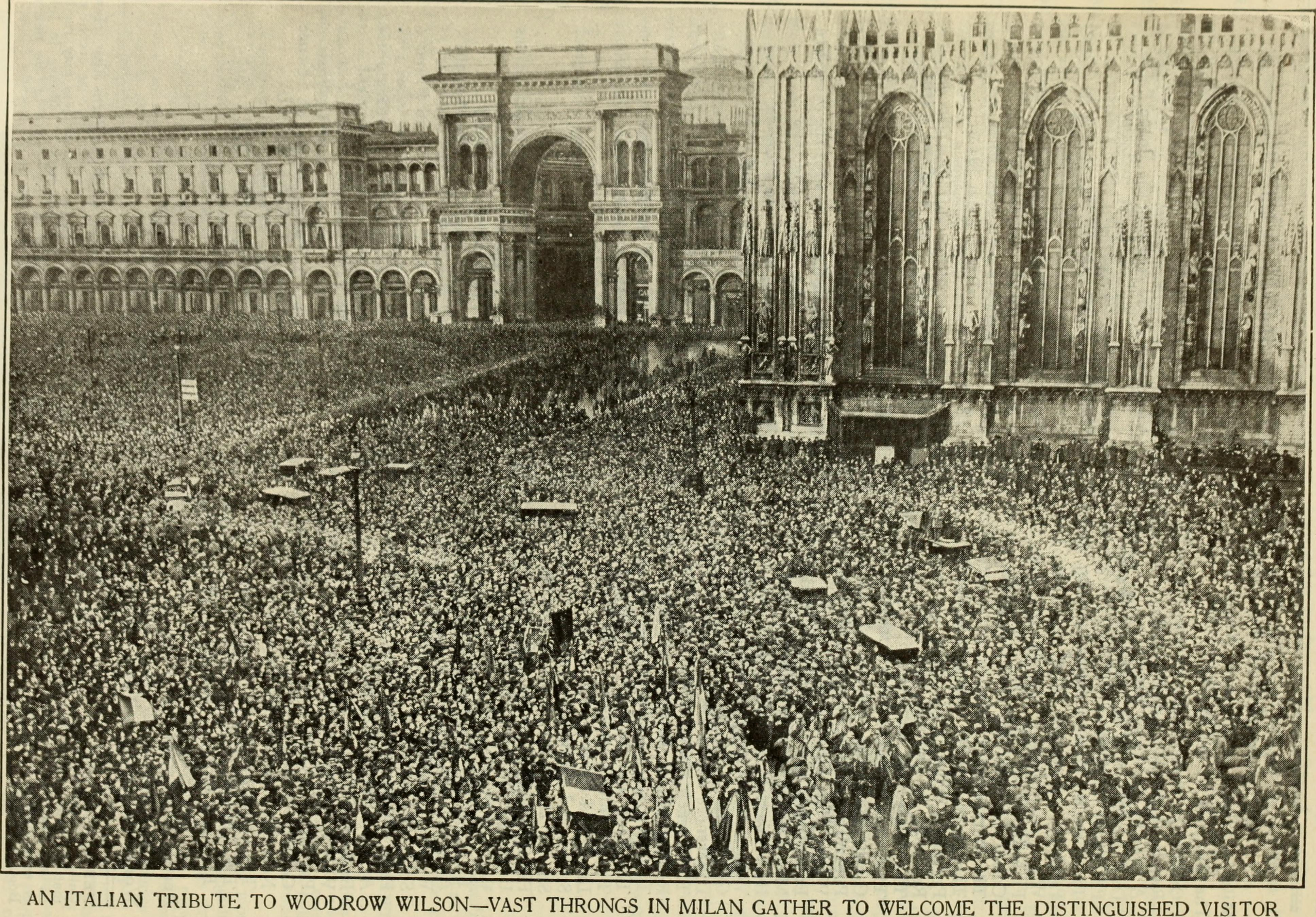
Grandes multidões de italianos se reúnem em Milão para receber Wilson.

Além do estabelecimento da Liga das Nações e da consolidação de uma paz mundial duradoura, o outro objetivo principal de Wilson na Conferência de Paz de Paris era que a autodeterminação fosse a base primária usada para traçar novas fronteiras internacionais.  Entretanto, em busca de sua Liga das Nações, Wilson concedeu vários pontos às outras potências presentes na conferência. A Alemanha foi obrigada a ceder território permanentemente, pagar reparações de guerra, renunciar a todas as suas colônias e dependências ultramarinas e se submeter à ocupação militar na Renânia. Além disso, uma cláusula no tratado nomeou especificamente a Alemanha como responsável pela guerra. Wilson concordou em permitir que as potências europeias aliadas e o Japão expandissem essencialmente seus impérios estabelecendo colônias de fato no Oriente Médio, África e Ásia, fora dos antigos Impérios Alemão e Otomano; essas concessões territoriais aos países vitoriosos foram disfarçadas como "mandatos da Liga das Nações". A aquisição japonesa de interesses alemães na Península de Shandong, na China, mostrou-se especialmente impopular, pois minou a promessa de autogoverno de Wilson. As esperanças de Wilson em alcançar a autodeterminação tiveram algum sucesso quando a conferência reconheceu vários estados novos e independentes criados na Europa Oriental, incluindo a Albânia, a Tchecoslováquia, a Polônia e a Iugoslávia.   
A conferência encerrou as negociações em maio de 1919, quando os novos líderes da Alemanha republicana viram o tratado pela primeira vez. Alguns líderes alemães foram a favor de repudiar a paz devido à dureza dos termos, embora a Alemanha tenha finalmente assinado o tratado em 28 de junho de 1919.  Wilson não conseguiu convencer as outras potências aliadas, a França em particular, a moderar a severidade do acordo imposto às Potências Centrais derrotadas, especialmente a Alemanha. Pelos seus esforços para criar uma paz mundial duradoura, Wilson recebeu o Prêmio Nobel da Paz de 1919. 

#### Debate sobre ratificação e derrota

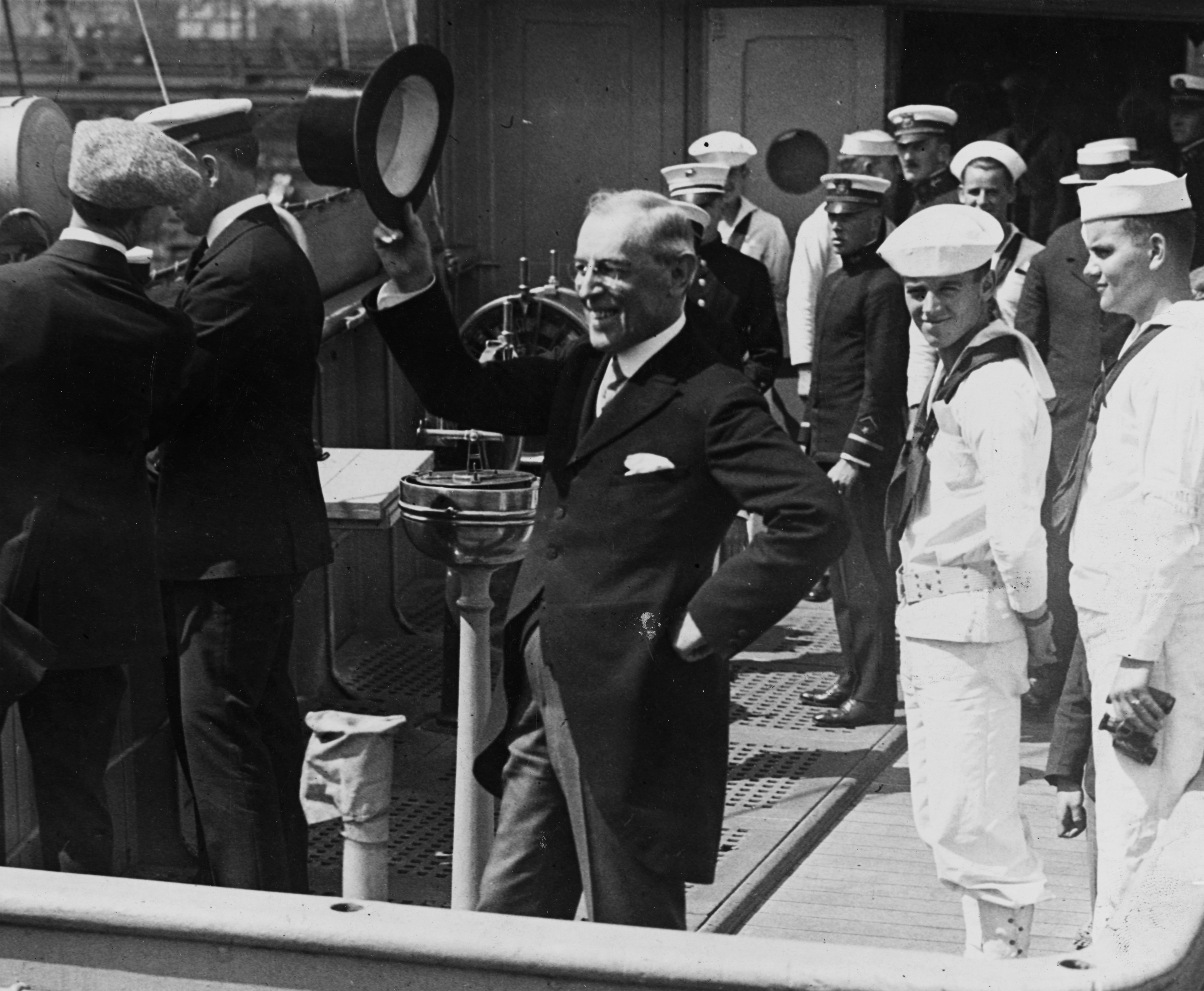
Wilson retornando da Conferência de Paz de Versalhes no USS George Washington, enquanto navegava pelo porto de Nova York em 8 de julho de 1919; a Assembleia Nacional de Weimar na Alemanha ratificou formalmente o tratado no dia seguinte em uma votação de 209 a 116.

A ratificação do Tratado de Versalhes exigiu o apoio de dois terços do Senado, uma proposta difícil dado que os republicanos detinham uma estreita maioria no Senado após as eleições dos EUA de 1918.  Os republicanos ficaram indignados com a falha de Wilson em discutir a guerra ou suas consequências com eles, e uma intensa batalha partidária se desenvolveu no Senado. O senador republicano Henry Cabot Lodge apoiou uma versão do tratado que exigia que Wilson chegasse a um acordo. Wilson recusou.  Alguns republicanos, incluindo o ex-presidente Taft e o ex-secretário de Estado Elihu Root, eram a favor da ratificação do tratado com algumas modificações, e seu apoio público deu a Wilson alguma chance de ganhar a ratificação do tratado. 
O debate sobre o tratado centrou-se em torno do papel americano na comunidade mundial no pós-guerra, e os senadores se dividiram em três grupos principais. O primeiro grupo, constituído pela maioria dos democratas, era favorável ao tratado.  Quatorze senadores, a maioria republicanos, eram conhecidos como "irreconciliáveis", pois se opunham completamente à entrada dos EUA na Liga das Nações. Alguns destes irreconciliáveis opuseram-se ao tratado pela sua incapacidade de enfatizar a descolonização e o desarmamento, enquanto outros temiam entregar a liberdade de acção americana a uma organização internacional.  O grupo restante de senadores, conhecidos como "reservacionistas", aceitou a ideia da Liga, mas procurou vários graus de mudança para garantir a protecção da soberania americana e o direito do Congresso de decidir se vai ou não à guerra. 
O Artigo X do Pacto da Liga, que procurava criar um sistema de segurança colectiva, exigindo que os membros da Liga se protegessem uns aos outros contra agressões externas, parecia forçar os EUA a juntarem-se a qualquer guerra que a Liga decidisse.  Wilson recusou-se consistentemente a chegar a um compromisso, em parte devido a preocupações sobre ter de reabrir as negociações com os outros signatários do tratado.  Quando Lodge estava prestes a construir uma maioria de dois terços para ratificar o Tratado com dez reservas, Wilson forçou seus apoiadores a votarem "Não" em 19 de março de 1920, encerrando assim a questão. Cooper diz que "quase todos os defensores da Liga" concordaram com Lodge, mas seus esforços "falharam apenas porque Wilson rejeitou todas as reservas propostas no Senado".  Thomas A. Bailey chama a ação de Wilson de "o ato supremo de infanticídio".  Ele acrescenta: "O tratado foi morto na casa dos seus amigos e não na casa dos seus inimigos. Na análise final, não foi a regra dos dois terços, ou os 'irreconciliáveis', ou Lodge, ou os 'fortes' e 'suaves' reservistas, mas Wilson e os seus dóceis seguidores que desferiram a facada fatal." 

#### Problemas de saúde
Para reforçar o apoio público à ratificação, Wilson percorreu os estados ocidentais, mas voltou à Casa Branca no final de setembro devido a problemas de saúde.  Em 2 de outubro de 1919, Wilson sofreu um derrame grave, que o deixou paralisado do lado esquerdo e com visão parcial no olho direito.   Ele ficou confinado à cama durante semanas e isolado de todos, exceto de sua esposa e de seu médico, Cary Grayson.  Bert E. Park, um neurocirurgião que examinou os registros médicos de Wilson após sua morte, escreve que a doença de Wilson afetou sua personalidade de várias maneiras, tornando-o propenso a "distúrbios emocionais, controle de impulso prejudicado e julgamento defeituoso".  Ansiosos por ajudar o presidente a se recuperar, Tumulty, Grayson e a primeira-dama determinaram quais documentos o presidente lia e quem tinha permissão para se comunicar com ele. Por sua influência na administração, alguns descreveram Edith Wilson como "a primeira mulher presidente dos Estados Unidos".  Link afirma que em novembro de 1919, a "recuperação de Wilson foi, na melhor das hipóteses, apenas parcial. Sua mente permaneceu relativamente clara; mas ele estava fisicamente debilitado, e a doença havia destruído sua constituição emocional e agravado todos os seus traços pessoais mais infelizes. 
Ao longo do final de 1919, o círculo íntimo de Wilson escondeu a gravidade dos seus problemas de saúde.  Em fevereiro de 1920, a verdadeira condição do presidente era conhecida publicamente. Muitos expressaram dúvidas sobre a aptidão de Wilson para a presidência em um momento em que a luta pela Liga estava chegando ao clímax e questões domésticas como greves, desemprego, inflação e a ameaça do comunismo estavam em alta. Em meados de março de 1920, Lodge e seus republicanos formaram uma coalizão com os democratas pró-tratado para aprovar um tratado com reservas, mas Wilson rejeitou esse compromisso e um número suficiente de democratas seguiu sua liderança para derrotar a ratificação.  Ninguém próximo de Wilson estava disposto a certificar, como exigido pela Constituição, sua "incapacidade de exercer os poderes e deveres do referido cargo".  Embora alguns membros do Congresso tenham encorajado o vice-presidente Marshall a afirmar sua reivindicação à presidência, Marshall nunca tentou substituir Wilson.  O longo período de incapacidade de Wilson enquanto serviu como presidente foi quase sem precedentes; dos presidentes anteriores, apenas James Garfield esteve em uma situação semelhante, mas Garfield manteve maior controle de suas faculdades mentais e enfrentou relativamente poucos problemas urgentes. 

#### Desmobilização
Quando a guerra terminou, a Administração Wilson desmantelou os conselhos e agências reguladoras de guerra.  A desmobilização foi caótica e às vezes violenta; quatro milhões de soldados foram mandados para casa com pouco dinheiro e poucos benefícios. Em 1919, eclodiram greves nas principais indústrias, perturbando a economia.  O país passou por mais turbulências quando uma série de motins raciais eclodiram no verão de 1919.  Em 1920, a economia mergulhou numa grave depressão económica,  o desemprego subiu para 12 por cento e o preço dos produtos agrícolas caiu drasticamente. 

#### Red Scare e Palmer Raids

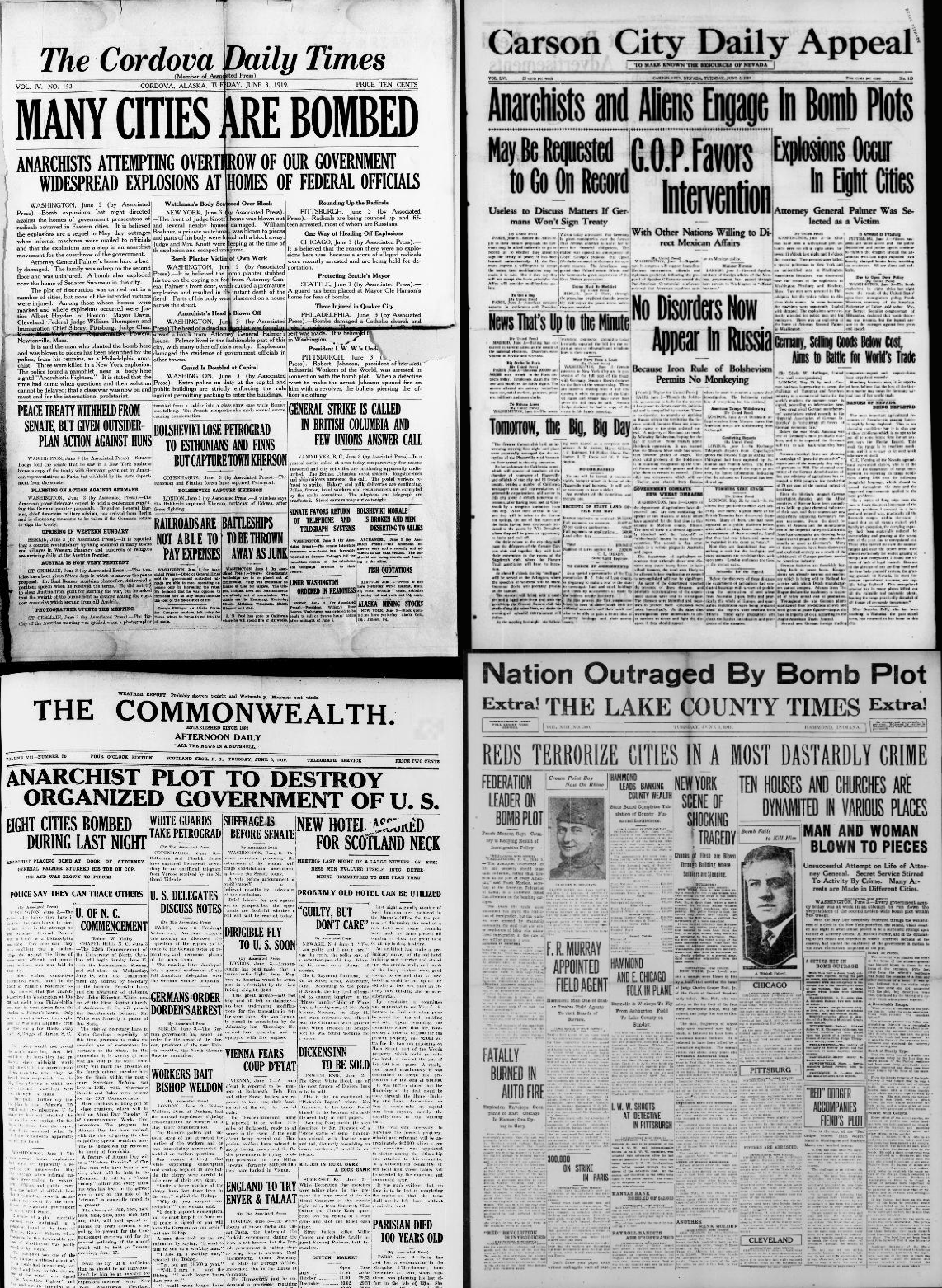
Manchetes de jornais de 3 de junho de 1919, cobrindo os bombardeios

Após a Revolução Bolchevique na Rússia e tentativas revolucionárias semelhantes na Alemanha e na Hungria, muitos americanos temeram a possibilidade de terrorismo nos Estados Unidos. Essas preocupações foram inflamadas pelos atentados de abril de 1919, quando anarquistas enviaram 38 bombas para americanos proeminentes; uma pessoa foi morta, mas a maioria dos pacotes foi interceptada. Mais nove bombas postais foram enviadas em junho, ferindo várias pessoas.  Novos medos combinados com um clima nacional patriótico desencadearam o "Primeiro Pânico Vermelho" em 1919. O procurador-geral Palmer, de novembro de 1919 a janeiro de 1920, lançou os ataques de Palmer para reprimir organizações radicais. Mais de 10.000 pessoas foram presas e 556 estrangeiros foram deportados, incluindo Emma Goldman.  As atividades de Palmer encontraram resistência dos tribunais e de alguns altos funcionários da administração. Ninguém contou a Wilson o que Palmer estava fazendo.   Mais tarde, em 1920, o atentado de Wall Street em 16 de setembro matou 40 pessoas e feriu centenas, no ataque terrorista mais mortal em solo americano até então. Os anarquistas assumiram o crédito e prometeram mais violência; escaparam à captura. 

#### Lei Seca e sufrágio feminino
A Lei Seca desenvolveu-se como uma reforma imparável durante a Primeira Guerra Mundial, mas a administração Wilson desempenhou apenas um papel menor.  A Décima Oitava Emenda foi aprovada pelo Congresso e ratificada pelos estados em 1919. Em outubro de 1919, Wilson vetou a Lei Volstead, legislação destinada a impor a Lei Seca, mas seu veto foi anulado pelo Congresso.  
Wilson se opôs ao sufrágio feminino em 1911 porque acreditava que as mulheres não tinham a experiência pública necessária para serem boas eleitoras. As evidências reais de como as eleitoras se comportavam nos estados do oeste mudaram sua opinião, e ele passou a sentir que elas poderiam de fato ser boas eleitoras. Ele não falou publicamente sobre o assunto, exceto para ecoar a posição do Partido Democrata de que o sufrágio era uma questão de estado, principalmente devido à forte oposição no Sul branco aos direitos de voto dos negros. 
Num discurso perante o Congresso em 1918, Wilson apoiou pela primeira vez o direito nacional ao voto: "Fizemos das mulheres parceiras nesta guerra... Devemos admiti-las apenas numa parceria de sofrimento, sacrifício e trabalho e não numa parceria de privilégio e direito?"  A Câmara aprovou uma emenda constitucional que previa o sufrágio feminino em todo o país, mas esta ficou estagnada no Senado. Wilson pressionou continuamente o Senado para votar a favor da emenda, dizendo aos senadores que a sua ratificação era vital para vencer a guerra.  O Senado finalmente aprovou-a em junho de 1919, e o número necessário de estados ratificou a Décima Nona Emenda em agosto de 1920. 

O candidato presidencial republicano Warren G. Harding derrotou o candidato democrata James Cox na eleição presidencial dos Estados Unidos de 1920.

#### Eleição presidencial de 1920
Apesar de sua incapacidade médica, Wilson queria concorrer a um terceiro mandato. Embora a Convenção Nacional Democrata de 1920 tenha apoiado fortemente as políticas de Wilson, os líderes democratas recusaram, nomeando em vez disso uma chapa composta pelo governador James M. Cox e pelo secretário adjunto da Marinha Franklin D. Roosevelt.  Os republicanos centraram sua campanha na oposição às políticas de Wilson, com o senador Warren G. Harding prometendo um "retorno à normalidade". Wilson ficou em grande parte fora da campanha, embora tenha apoiado Cox e continuado a defender a adesão dos EUA à Liga das Nações. Harding venceu a eleição de forma esmagadora, conquistando mais de 60% do voto popular e vencendo todos os estados fora do Sul.  Wilson se encontrou com Harding para um chá em seu último dia no cargo, 3 de março de 1921. Devido à sua saúde, Wilson não pôde comparecer à inauguração. 
Em 10 de dezembro de 1920, Wilson recebeu o Prêmio Nobel da Paz de 1919 "por seu papel como fundador da Liga das Nações".   Wilson tornou-se o segundo presidente dos Estados Unidos em exercício, depois de Theodore Roosevelt, a receber o Prémio Nobel da Paz. 

## Anos finais e morte (1921–1924)

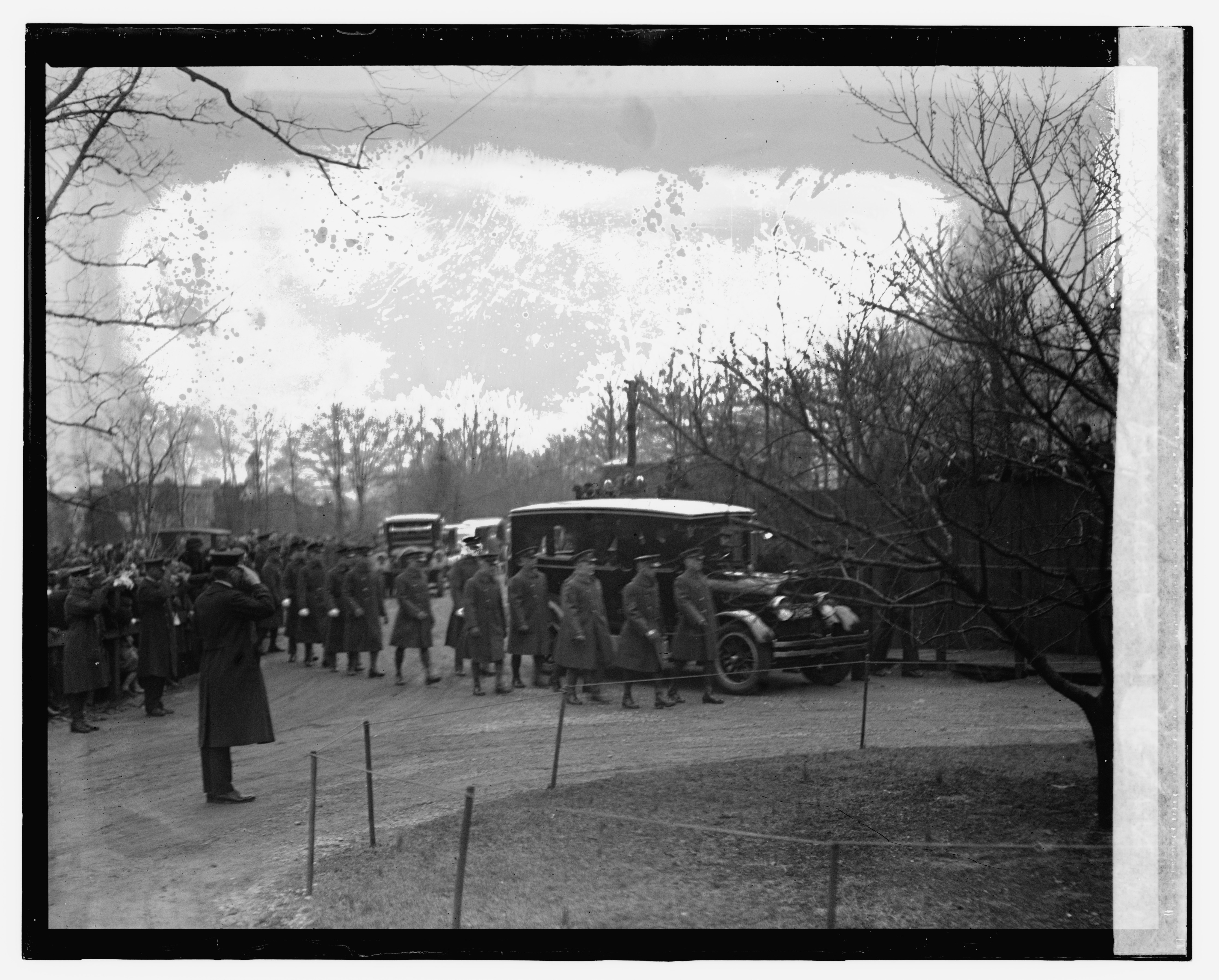
O cortejo fúnebre do falecido ex-presidente Woodrow Wilson chega à Catedral Nacional de Washington

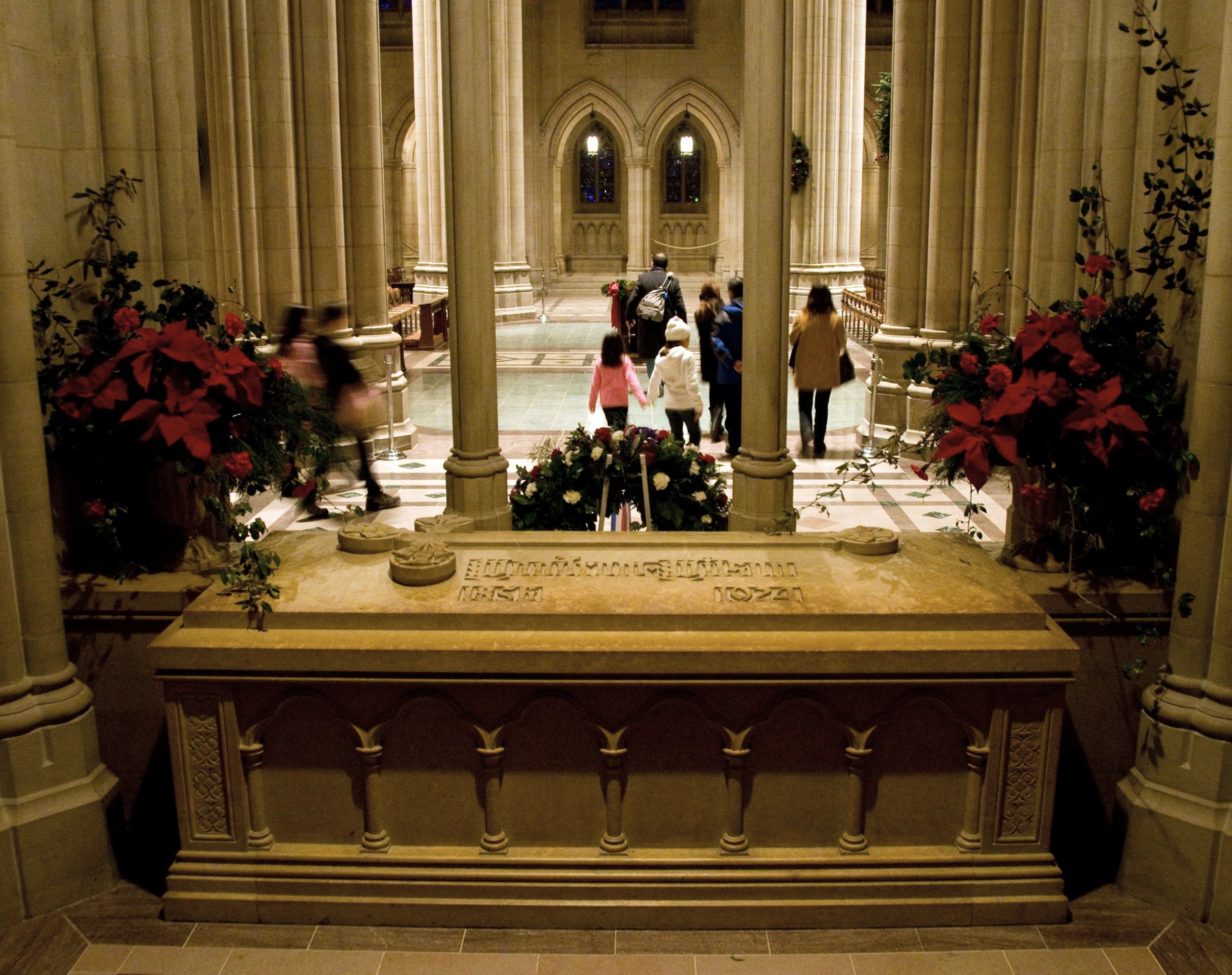
O local de sepultamento final de Woodrow Wilson na Catedral Nacional de Washington

Após o fim de seu segundo mandato em 1921, Wilson e sua esposa se mudaram da Casa Branca para uma casa na seção Kalorama de Washington, D.C.  Ele continuou a seguir a política enquanto o presidente Harding e o Congresso Republicano repudiavam a filiação à Liga das Nações, cortavam impostos e aumentavam tarifas.  Em 1921, Wilson abriu um escritório de advocacia com o ex-secretário de Estado Bainbridge Colby. Wilson apareceu no primeiro dia, mas nunca mais voltou, e o consultório foi fechado no final de 1922. Wilson tentou escrever e produziu alguns ensaios curtos após enorme esforço; eles "marcaram um triste fim para uma carreira literária que antes era grande".  Ele se recusou a escrever memórias, mas frequentemente se encontrava com Ray Stannard Baker, que escreveu uma biografia de Wilson em três volumes, publicada em 1922.  Em agosto de 1923, Wilson compareceu ao funeral de seu sucessor, Warren Harding.  Em 10 de novembro de 1923, Wilson fez seu último discurso nacional, proferindo um breve discurso de rádio no Dia do Armistício, na biblioteca de sua casa.  
A saúde de Wilson não melhorou significativamente depois de deixar o cargo,  declinando rapidamente em janeiro de 1924. Ele morreu em 3 de fevereiro de 1924, aos 67 anos. O presidente e a primeira-dama, Calvin e Grace Coolidge, compareceram ao funeral, assim como a ex-primeira-dama Florence Harding. A ex-primeira-dama Helen Herron Taft representou seu marido, o presidente do Supremo Tribunal e ex-presidente William Howard Taft, que estava doente demais para comparecer à cerimônia. Entre os 2.000 convidados estavam também 11 senadores, muitos membros da Câmara dos Representantes e vários dignitários estrangeiros.  Wilson foi enterrado na Catedral Nacional de Washington, sendo o único presidente cujo local de descanso final fica na capital do país. 

## Relações raciais
Wilson nasceu e foi criado no sul dos Estados Unidos por pais que eram defensores convictos da escravidão e da Confederação. Academicamente, Wilson foi um apologista da escravidão e dos Redentores, e um dos principais promotores da mitologia da Causa Perdida.  Wilson foi o primeiro sulista eleito presidente desde Zachary Taylor em 1848 e o único ex-súdito da Confederação. A eleição de Wilson foi comemorada pelos segregacionistas do sul. Em Princeton, Wilson desencorajou activamente a admissão de afro-americanos como estudantes.  Vários historiadores destacaram exemplos consistentes no registo público das políticas abertamente racistas de Wilson e da inclusão de segregacionistas no seu Gabinete.    Outros estudiosos dizem que Wilson defendeu a segregação como "uma política racional e científica" em privado e descrevem-no como um homem que "adorava contar piadas racistas e 'obscuras' sobre os negros americanos".  

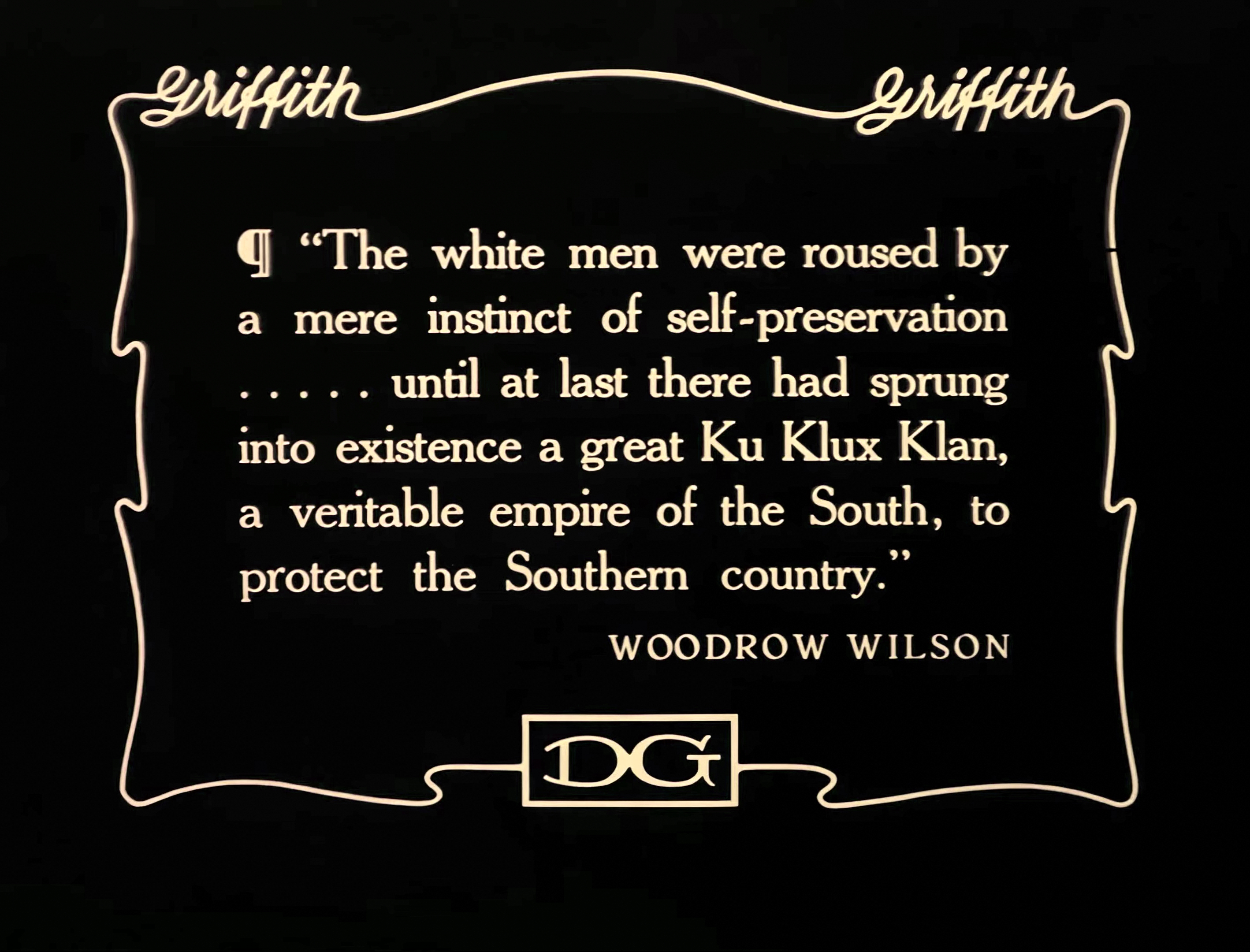
Citação da História do Povo Americano de Woodrow Wilson, reproduzida no filme O Nascimento de uma Nação.

Durante a presidência de Wilson, o filme pró-Ku Klux Klan de D. W. Griffith, O Nascimento de uma Nação (1915), foi o primeiro filme a ser exibido na Casa Branca.  Embora inicialmente não tenha criticado o filme, Wilson se distanciou dele à medida que a reação pública aumentava e acabou divulgando uma declaração condenando a mensagem do filme, ao mesmo tempo em que negava ter conhecimento dela antes da exibição.  

### Segregando a burocracia federal
Na década de 1910, os afro-americanos foram efetivamente excluídos de cargos eleitos. Obter uma nomeação executiva para um cargo na burocracia federal geralmente era a única opção para estadistas afro-americanos. De acordo com Berg, Wilson continuou a nomear afro-americanos para cargos que tradicionalmente eram preenchidos por negros, superando a oposição de muitos senadores do Sul. Oswald Garrison Villard, que mais tarde se tornou seu oponente, inicialmente pensou que Wilson não era um intolerante e apoiava o progresso para os negros, e ficou frustrado com a oposição do Sul no Senado, à qual Wilson capitulou. Numa conversa com Wilson, o jornalista John Palmer Gavit chegou à conclusão de que a oposição a essas opiniões "certamente precipitaria um conflito que poria fim a qualquer programa legislativo".  
Desde o fim da Reconstrução, ambos os partidos reconheceram certas nomeações como reservadas não oficialmente para afro-americanos qualificados. Wilson nomeou um total de nove afro-americanos para cargos de destaque na burocracia federal, oito dos quais eram remanescentes republicanos. Para efeito de comparação, William Howard Taft foi recebido com desdém e indignação pelos republicanos de ambas as raças por nomear trinta e um negros para cargos públicos, um recorde de baixa para um presidente republicano. Ao assumir o cargo, Wilson demitiu todos, exceto dois, dos dezessete supervisores negros da burocracia federal nomeados por Taft.   Desde 1863, a missão dos EUA no Haiti e em Santo Domingo foi quase sempre liderada por um diplomata afro-americano, independentemente do partido ao qual o presidente em exercício pertencia; Wilson pôs fim a esta tradição de meio século, mas continuou a nomear diplomatas negros, como George Washington Buckner,   bem como Joseph L. Johnson,   para chefiar a missão na Libéria.  Desde o fim da Reconstrução, a burocracia federal foi possivelmente o único caminho profissional onde os afro-americanos puderam experimentar alguma medida de igualdade,  e foi a força vital e a base da classe média negra. 
A administração de Wilson intensificou as políticas discriminatórias de contratação e de segregação de cargos governamentais que tinham começado com Theodore Roosevelt e continuaram com Taft.  No primeiro mês de Wilson no cargo, o Diretor-Geral dos Correios, Albert S. Burleson, instou o presidente a estabelecer escritórios governamentais segregados.  Wilson não adotou a proposta de Burleson, mas permitiu que os secretários do Gabinete segregassem os seus respectivos departamentos.  No final de 1913, muitos departamentos, incluindo a Marinha, o Tesouro e os Correios, tinham espaços de trabalho, banheiros e refeitórios segregados.  Muitas agências usaram a segregação como pretexto para adotar uma política de emprego somente para brancos, alegando que não tinham instalações para trabalhadores negros. Nestes casos, os afro-americanos empregados antes da administração Wilson foram alvo de reforma antecipada, transferidos ou simplesmente despedidos.  Por sugestão do senador de Oklahoma Thomas Gore, Wilson nomeou Adam E. Patterson, um democrata negro de Muskogee, Oklahoma, para o cargo de Registrador do Tesouro em julho de 1913; Patterson retirou seu nome da consideração após a oposição dos senadores democratas do sul James K. Vardaman e Benjamin Tillman. Wilson procedeu à nomeação de Gabe E. Parker, que era de ascendência mista europeia e choctaw, para o cargo, e não nomeou nenhum outro negro para um cargo federal posteriormente. 
A discriminação racial nas contratações federais aumentou ainda mais quando, depois de 1914, a Comissão de Serviço Civil dos Estados Unidos instituiu uma nova política exigindo que os candidatos a emprego enviassem uma foto pessoal com sua inscrição. O alegado ímpeto por trás desta política era proteger contra fraudes por parte dos candidatos; no entanto, apenas 14 casos de representação falsa/tentativa de representação falsa no processo de candidatura foram descobertos no ano anterior.   Como um enclave federal, Washington, DC, há muito tempo oferece aos afro-americanos maiores oportunidades de emprego e menos discriminação flagrante. Em 1919, veteranos negros que retornavam para casa em DC ficaram chocados ao descobrir que as leis Jim Crow haviam sido estabelecidas; muitos não podiam retornar aos empregos que tinham antes da guerra ou mesmo entrar no mesmo prédio em que trabalhavam devido à cor de sua pele. Booker T. Washington descreveu a situação: "Nunca vi pessoas de cor tão desanimadas e amarguradas como estão atualmente." 

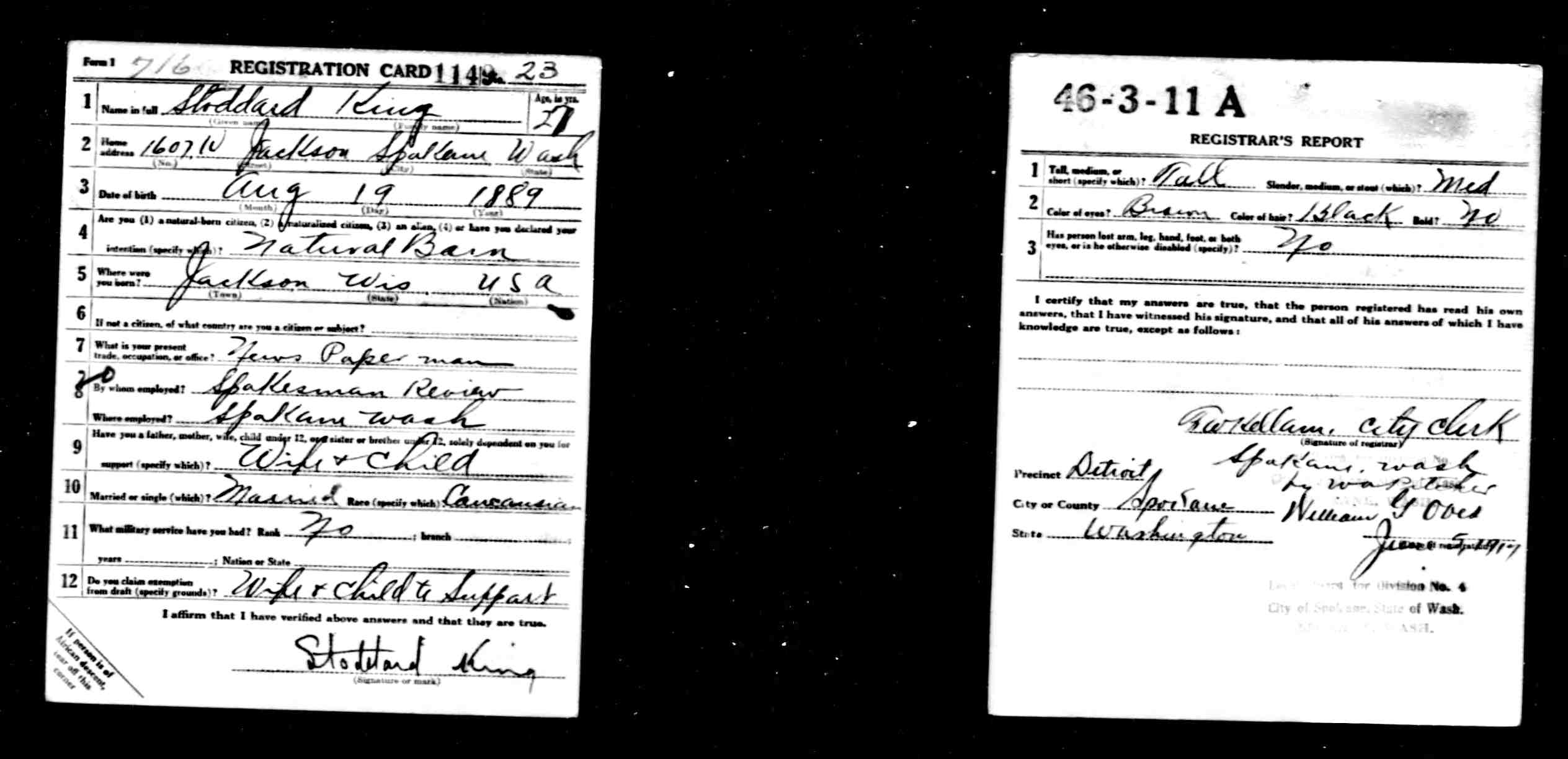
Um cartão de alistamento da Primeira Guerra Mundial. O canto inferior esquerdo poderia ser removido para homens de ascendência africana, a fim de ajudar a manter a segregação militar.

### Afro-americanos nas forças armadas
Embora a segregação já existisse no Exército antes de Wilson, sua gravidade aumentou significativamente sob sua administração. Durante o primeiro mandato de Wilson, o Exército e a Marinha recusaram-se a nomear novos oficiais negros.  Os oficiais negros que já estavam em serviço sofreram uma discriminação crescente e foram frequentemente forçados a sair ou dispensados por motivos duvidosos.  Após a entrada dos EUA na Primeira Guerra Mundial, o Departamento de Guerra convocou centenas de milhares de negros para o Exército, e os recrutas recebiam salários iguais, independentemente da raça. O comissionamento de oficiais afro-americanos foi retomado, mas as unidades permaneceram segregadas e a maioria das unidades compostas exclusivamente por negros eram lideradas por oficiais brancos. 
Ao contrário do Exército, a Marinha dos EUA nunca foi formalmente segregada. Após a nomeação de Josephus Daniels, por Wilson, como Secretário da Marinha, um sistema Jim Crow foi rapidamente implementado; com navios, instalações de treinamento, banheiros e refeitórios se tornando todos segregados.  Embora Daniels tenha expandido significativamente as oportunidades de avanço e formação disponíveis para os marinheiros brancos, na altura em que os EUA entraram na Primeira Guerra Mundial, os marinheiros afro-americanos tinham sido relegados quase inteiramente para tarefas de refeitório e custódia, muitas vezes designados para agirem como criados de oficiais brancos. 

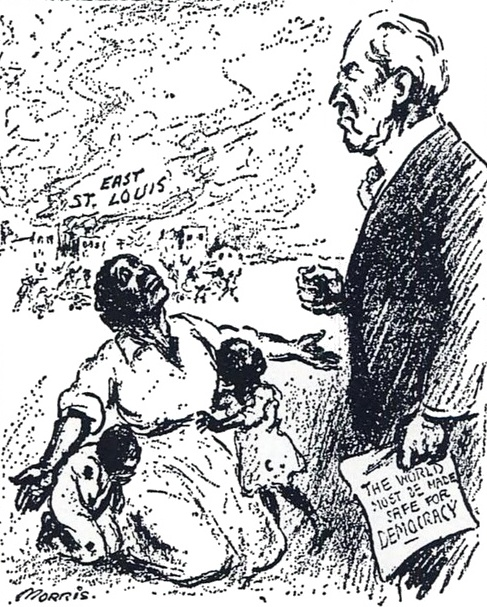
Uma charge política de 1917 publicada no New York Evening Mail sobre os tumultos de East St. Louis em 1917 com a legenda: "Sr. Presidente, por que não tornar a América segura para a democracia?"

### Resposta à violência racial
Em resposta à demanda por mão de obra industrial, a Grande Migração de afro-americanos do Sul ocorreu em 1917 e 1918. Essa migração desencadeou distúrbios raciais, incluindo os distúrbios de East St. Louis em 1917. Em resposta a esses tumultos, mas somente após muita indignação pública, Wilson perguntou ao procurador-geral Thomas Watt Gregory se o governo federal poderia intervir para "verificar esses ultrajes vergonhosos". Seguindo o conselho de Gregory, Wilson não tomou medidas diretas contra os motins.  Em 1918, Wilson manifestou-se contra o linchamento nos Estados Unidos, afirmando: "Digo claramente que todo americano que participa da ação da multidão ou lhe dá qualquer tipo de continência não é um verdadeiro filho desta grande democracia, mas sim um seu traidor, e... [a desacredita] por essa única deslealdade aos seus padrões de lei e de direitos." 
Em 1919, outra série de distúrbios raciais ocorreu em Chicago, Omaha e duas dezenas de outras grandes cidades do Norte. O governo federal não se envolveu, tal como não se tinha envolvido anteriormente. 

## Legado

### Reputação histórica

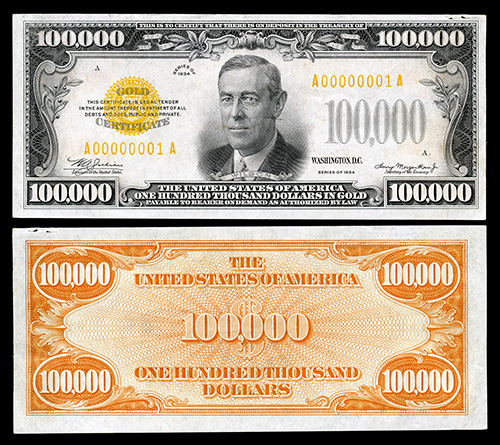
Um certificado de ouro de US$ 100.000 de 1934 representando Wilson

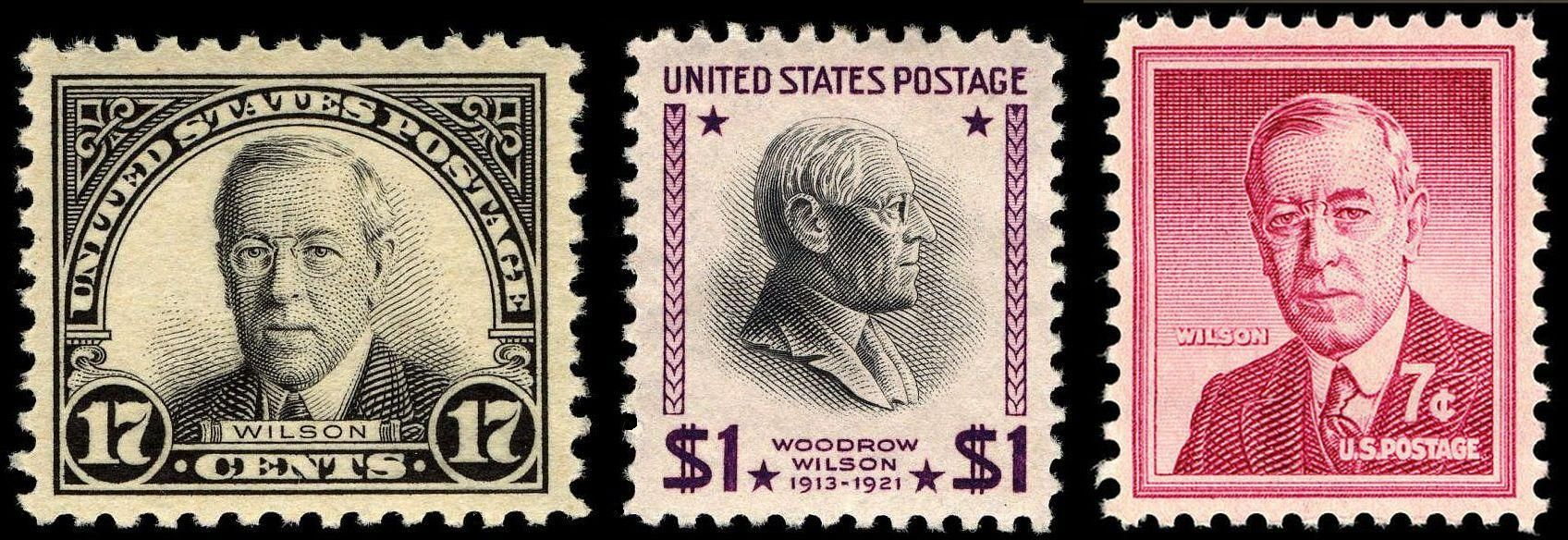
Selos postais dos EUA em memória de Wilson

Wilson é geralmente classificado por historiadores e cientistas políticos como um presidente acima da média.  Na opinião de alguns historiadores, Wilson, mais do que qualquer um dos seus antecessores, tomou medidas no sentido da criação de um governo federal forte que protegeria os cidadãos comuns contra o poder esmagador das grandes corporações.  Ele é geralmente considerado uma figura-chave no estabelecimento do liberalismo americano moderno e uma forte influência em futuros presidentes como Franklin D. Roosevelt e Lyndon B. Johnson.  Cooper argumenta que, em termos de impacto e ambição, apenas o New Deal e a Great Society rivalizam com as realizações nacionais da presidência de Wilson.  Muitas das realizações de Wilson, incluindo a Reserva Federal, a Comissão Federal de Comércio, o imposto de renda progressivo e as leis trabalhistas, continuaram a influenciar os Estados Unidos muito depois da morte de Wilson. 
Muitos conservadores atacaram Wilson pelo seu papel na expansão do governo federal.   Em 2018, o colunista conservador George Will escreveu no The Washington Post que Theodore Roosevelt e Wilson foram os "progenitores da presidência imperial de hoje".  A política externa idealista de Wilson, que veio a ser conhecida como Wilsonianismo, também lançou uma longa sombra sobre a política externa americana, e a Liga das Nações de Wilson influenciou o desenvolvimento das Nações Unidas.  Saladin Ambar escreve que Wilson foi "o primeiro estadista de estatura mundial a falar não só contra o imperialismo europeu, mas também contra a nova forma de dominação económica, por vezes descrita como 'imperialismo informal '". 
Apesar das suas realizações no cargo, Wilson recebeu críticas pelo seu historial nas relações raciais e nas liberdades civis, pelas suas intervenções na América Latina e pelo seu fracasso em obter a ratificação do Tratado de Versalhes.   Apesar das suas raízes sulistas e do seu historial em Princeton, Wilson tornou-se no primeiro democrata a receber amplo apoio da comunidade afro-americana numa eleição presidencial.  Os apoiantes afro-americanos de Wilson, muitos dos quais tinham cruzado as linhas partidárias para votar nele em 1912, ficaram amargamente decepcionados com a presidência de Wilson, e com a sua decisão de permitir a aplicação das leis Jim Crow, na burocracia federal em particular. 
Ross Kennedy escreve que o apoio de Wilson à segregação estava de acordo com a opinião pública predominante.  A. Scott Berg argumenta que Wilson aceitou a segregação como parte de uma política para "promover o progresso racial... chocando o mínimo possível o sistema social".  O resultado final desta política foram níveis sem precedentes de segregação dentro da burocracia federal e muito menos oportunidades de emprego e promoção abertas aos afro-americanos do que antes.  O historiador Kendrick Clements argumenta que "Wilson não tinha nada do racismo grosseiro e cruel de James K. Vardaman ou Benjamin R. Tillman, mas era insensível aos sentimentos e aspirações afro-americanos".  Um estudo de 2021 no Quarterly Journal of Economics descobriu que a segregação do serviço público de Wilson aumentou a diferença de rendimentos entre negros e brancos em 3,4–6,9 pontos percentuais, uma vez que os funcionários públicos negros existentes foram levados a cargos com salários mais baixos. Os funcionários públicos negros que foram expostos às políticas segregacionistas de Wilson experimentaram um declínio relativo nas taxas de propriedade de habitação, com evidências sugestivas de efeitos adversos duradouros para os descendentes desses funcionários públicos negros.  Na sequência do tiroteio na igreja de Charleston em 2015, alguns indivíduos exigiram a remoção do nome de Wilson de instituições afiliadas a Princeton devido à sua posição sobre raça.  

### Memoriais

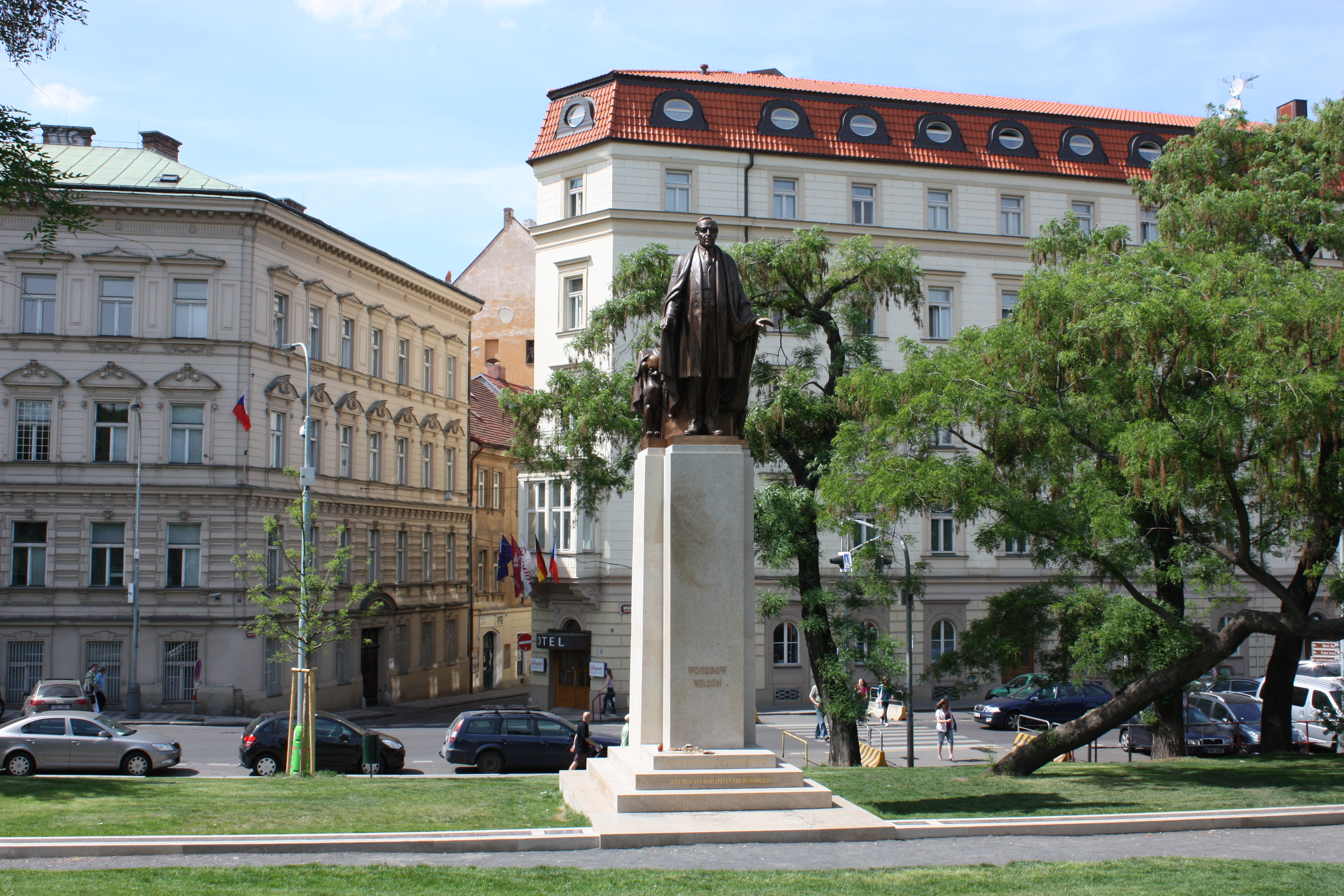
Monumento Woodrow Wilson em Praga, República Tcheca

A Biblioteca Presidencial Woodrow Wilson está localizada em Staunton, Virgínia. A Woodrow Wilson Boyhood Home em Augusta, Geórgia, e a Woodrow Wilson House em Washington, D.C., são marcos históricos nacionais. A casa de infância de Thomas Woodrow Wilson em Columbia, Carolina do Sul, está listada no Registro Nacional de Lugares Históricos. Shadow Lawn, a Casa Branca de Verão de Wilson durante seu mandato, tornou-se parte da Universidade Monmouth em 1956 e foi declarada um Marco Histórico Nacional em 1985. A Prospect House em Princeton, Nova Jersey, residência de Wilson como presidente da Universidade de Princeton, foi nomeada um Marco Histórico Nacional. Os documentos presidenciais de Wilson e sua biblioteca pessoal estão armazenados na Biblioteca do Congresso. 
O Centro Internacional Woodrow Wilson para Acadêmicos em Washington, D.C., recebeu o nome de Wilson, e a Escola de Assuntos Públicos e Internacionais de Princeton da Universidade de Princeton recebeu o nome de Wilson até 2020, quando o conselho de administração de Princeton votou para remover o nome de Wilson da escola.  A Woodrow Wilson National Fellowship Foundation é uma organização sem fins lucrativos que fornece bolsas de estudo para professores. A Fundação Woodrow Wilson foi criada para honrar o legado de Wilson, mas foi extinta em 1993. Uma das seis faculdades residenciais da Universidade de Princeton foi originalmente chamada de Wilson College.  Várias escolas, incluindo várias escolas de ensino médio, levam o nome de Wilson. Várias ruas, incluindo a Rambla Presidente Wilson em Montevidéu, Uruguai, receberam o nome de Wilson. O USS Woodrow Wilson, um submarino da classe Lafayette, recebeu o nome de Wilson. Outras coisas nomeadas em homenagem a Wilson incluem a Ponte Woodrow Wilson entre o Condado de Prince George, Maryland e Virgínia, e o Palais Wilson, que serve como sede temporária do Escritório do Alto Comissariado das Nações Unidas para os Direitos Humanos em Genebra até 2023, no final do arrendamento.  Os monumentos a Wilson incluem o Monumento Woodrow Wilson em Praga. 

### Cultura popular
Em 1944, a 20th Century Fox lançou Wilson, um filme biográfico sobre Wilson estrelado por Alexander Knox e dirigido por Henry King, considerado um retrato "idealista" de Wilson. O filme foi um projeto pessoal do presidente do estúdio e produtor Darryl F. Zanuck, que era um profundo admirador de Wilson. O filme foi elogiado por críticos de cinema e apoiadores de Wilson,    e recebeu dez indicações ao Oscar, vencendo cinco.  Apesar de sua popularidade entre as elites, Wilson foi um fracasso de bilheteria, gerando um prejuízo de quase US$ 2 milhões para o estúdio.  Diz-se que o fracasso do filme teve um impacto profundo e duradouro em Zanuck e nenhuma tentativa foi feita por nenhum grande estúdio desde então para criar um filme baseado na vida de Wilson. 

## Obras
- Congressional Government: A Study in American Politics. Boston: Houghton, Mifflin, 1885.
- The State: Elements of Historical and Practical Politics. Boston: D.C. Heath, 1889.
- Division and Reunion, 1829–1889. New York, London, Longmans, Green, and Co., 1893.
- An old master, and other political essaysAn Old Master and Other Political Essays.] New York: Charles Scribner's Sons, 1893.
- Mere Literature and Other Essays. Boston: Houghton Mifflin, 1896.
- George Washington. New York: Harper & Brothers, 1897.
- The History of the American People. In five volumes. New York: Harper & Brothers, 1901–02. Vol. 1 | Vol. 2 | Vol. 3 | Vol. 4 | Vol. 5
- Constitutional Government in the United States. New York: Columbia University Press, 1908.
- The Free Life: A Baccalaureate Address. New York: Thomas Y. Crowell & Co., 1908.
- The New Freedom: A Call for the Emancipation of the Energies of a Generous People. New York: Doubleday, Page & Co., 1913. —Speeches
- The Road Away from Revolution. Boston: Atlantic Monthly Press, 1923; reprint of short magazine article.
- The Public Papers of Woodrow Wilson. Ray Stannard Baker and William E. Dodd (eds.) In six volumes. New York: Harper & Brothers, 1925–27.
- Study of public administration (Washington: Public Affairs Press, 1955)
- A Crossroads of Freedom: The 1912 Campaign Speeches of Woodrow Wilson. John Wells Davidson (ed.) New Haven, CT: Yale University Press, 1956.
- The Papers of Woodrow Wilson. Arthur S. Link (ed.) In 69 volumes. Princeton, NJ: Princeton University Press, 1967–1994.